# Schloss Forderglauchau

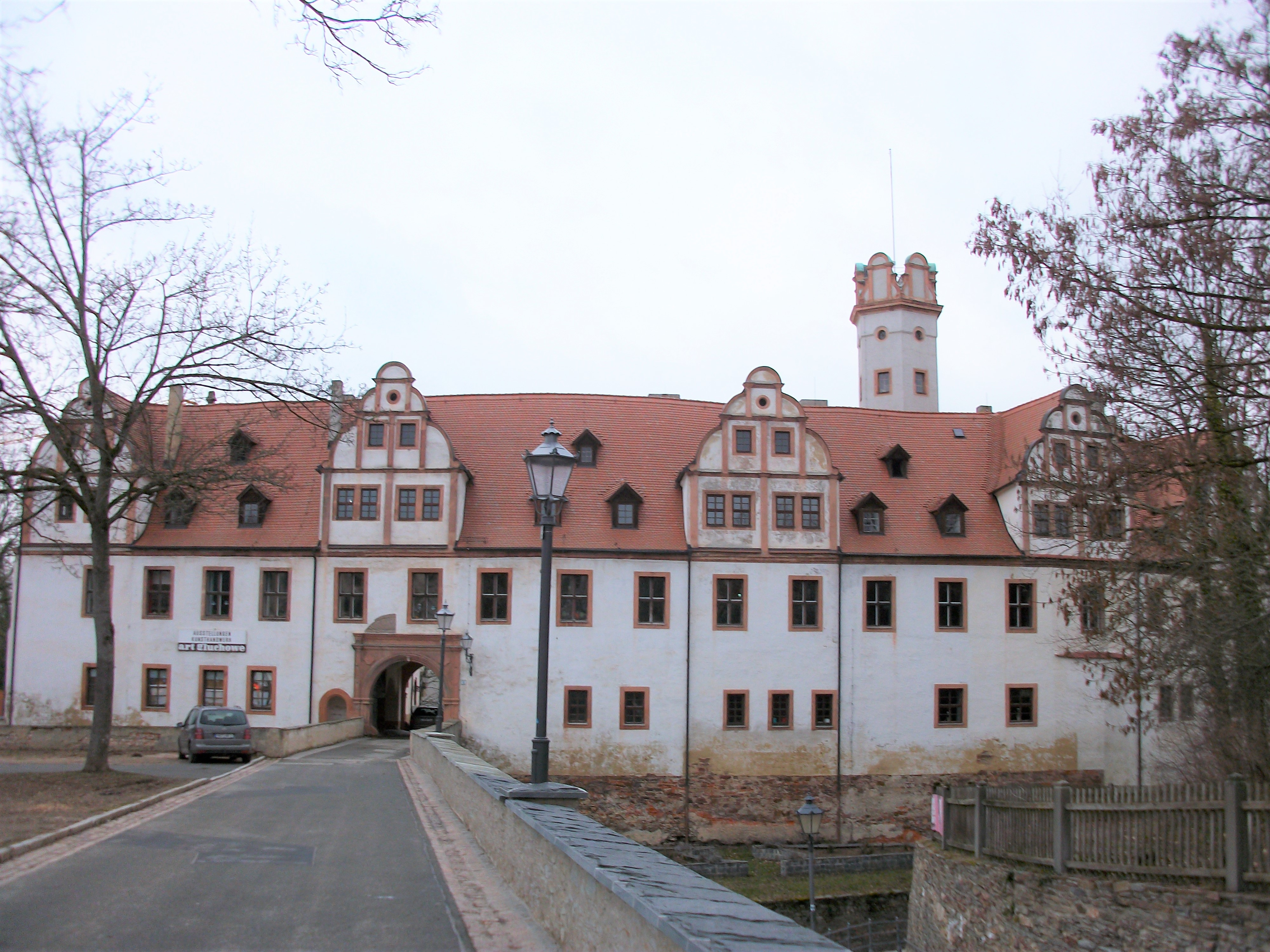
Ostflügel Forderglauchaus mit Haupttor (rechts: Areal des Witwenpalais)

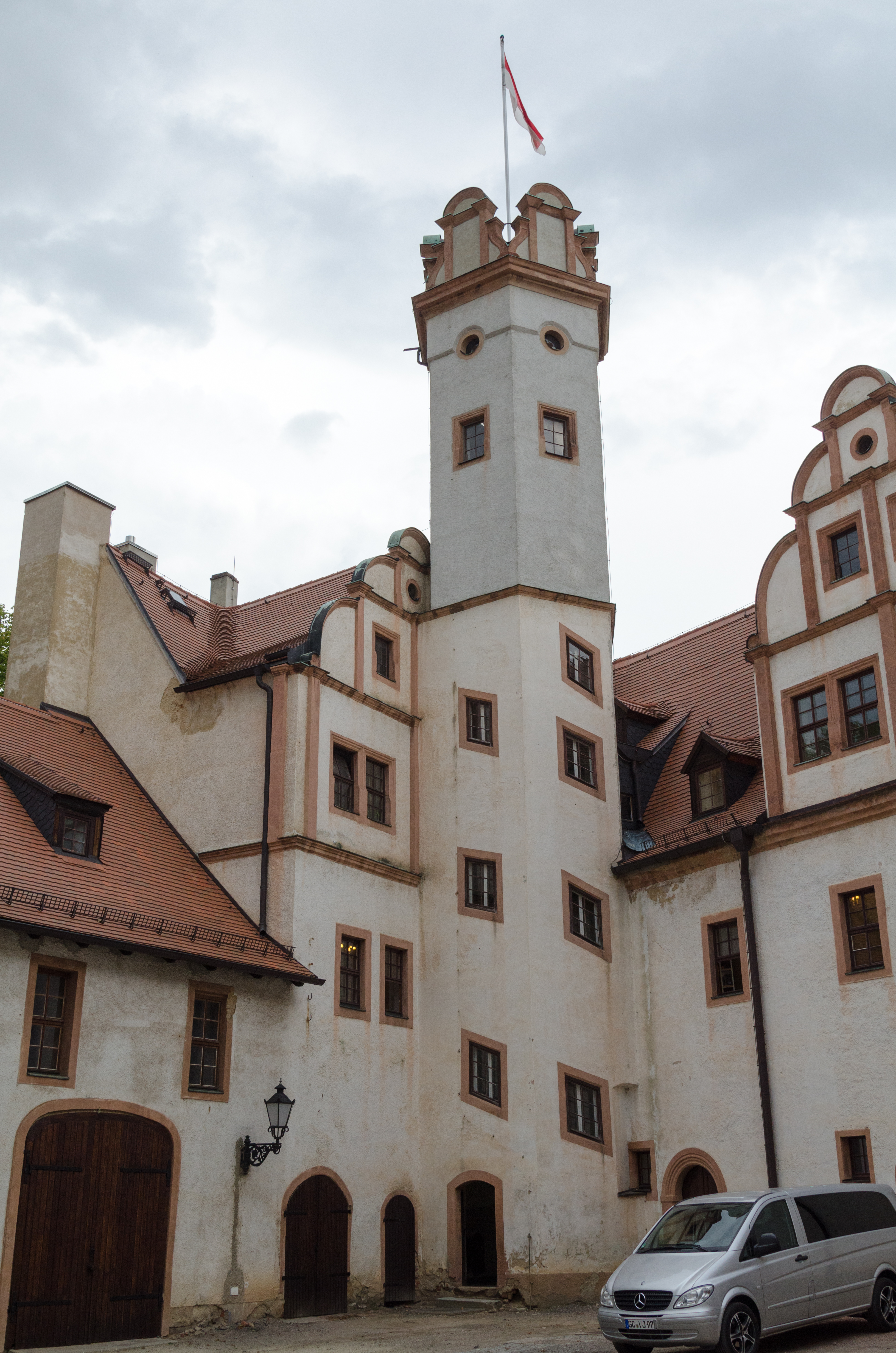
Renaissance-Treppenturm (Oberteil um 1840 aufgesetzt) zwischen Nordanbauten und Ostflügel

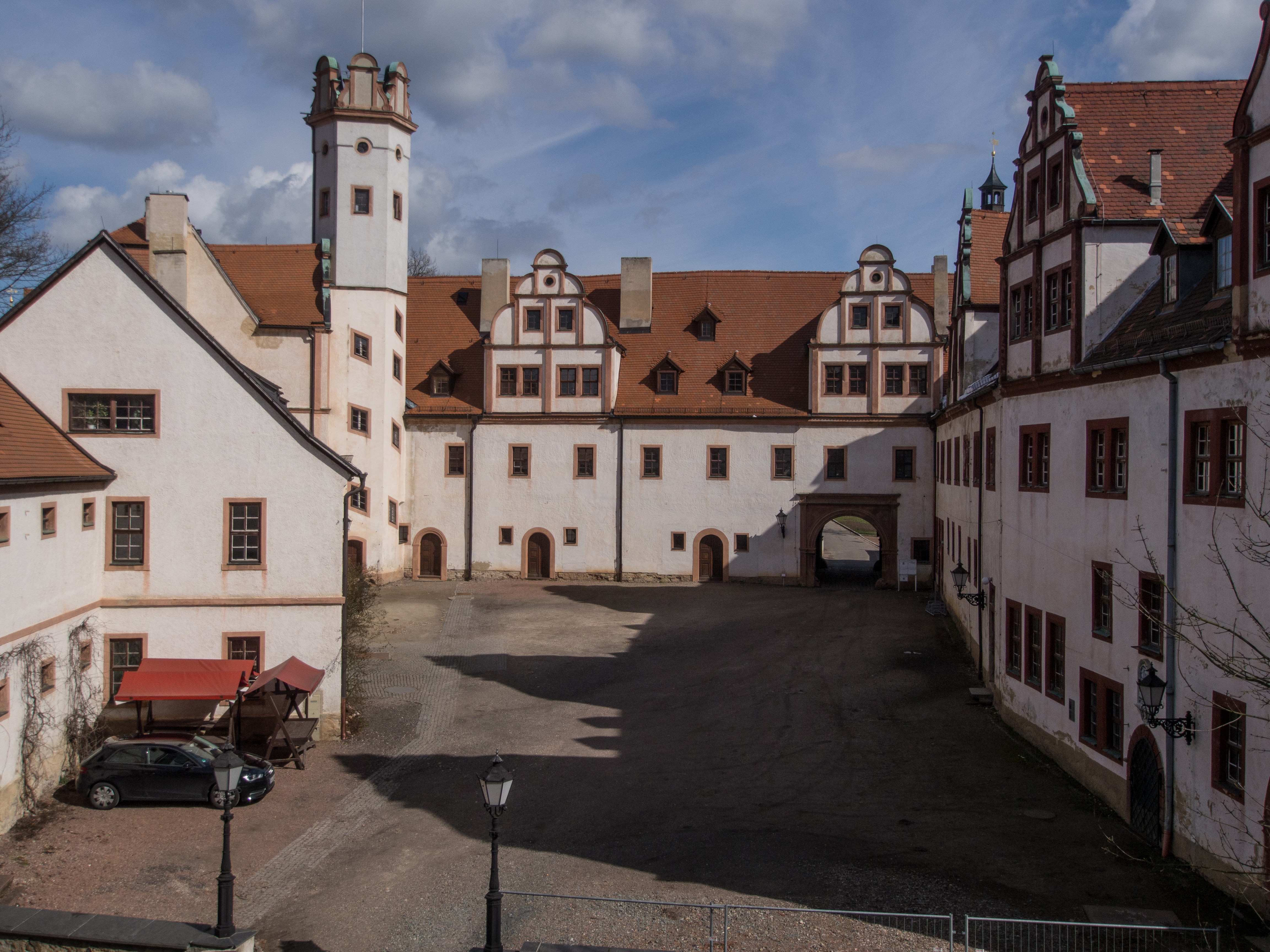
Schlosshof Forderglauchau, Blick nach Osten, 2015

Schloss Forderglauchau wird die zur Stadt Glauchau hin erbaute Erweiterung des Schlosses Hinterglauchau genannt. Das Schloss entstand von 1524 bis 1534 im Stil der Frührenaissance. Es gilt daher als ältester Renaissance-Schlossneubau im mitteldeutschen Raum.
Schloss Forderglauchau bildet zusammen mit Schloss Hinterglauchau eine in Sachsen einzigartige Doppelschlossanlage (Schlösserkomplex).

## Lage und Zugang
Beide Glauchauer Schlösser befinden sich auf dem Schlossberg, der vor der Ostseite von Schloss Forderglauchau durch den sogenannten Kurzen Graben vom Stadtberg bzw. der Stadt (Altstadt, Innenstadt, historisch hier Rechtstadt genannt) abgetrennt wird. Der Schlossberg befindet sich am rechtsseitigen/östlichen Talhang der Zwickauer Mulde. Beide Schlösser sind durch einen Halsgraben vor dem Ostflügel von Schloss Hinterglauchau voneinander getrennt. Im Süden wird der Schlossberg von der Schlucht Hirschgrund/Hirschgraben und im Nordosten von der wohl natürlichen Schlucht Mühlberg geschützt. An Südseite, Nordseite und Westseite fällt der Schlossberg steil ab. Schloss Hinterglauchau befindet sich auf dem westlichen Ende (Bergsporn) des Schlossberges, Schloss Forderglauchau auf dem Ostteil des Schlossberges. Schloss Forderglauchau kann über drei steinerne Bogenbrücken und zwei Toranlagen betreten werden. Schloss Hinterglauchau kann nur über den Hof von Schloss Forderglauchau über eine steinerne Bogenbrücke über seinen Halsgraben hinweg betreten werden. Außerdem gibt es für Schloss Hinterglauchau noch einen unterirdischen Zugang („geheimer“ Gang) vom Hirschgrund aus und eine Pforte zum Berggarten am südlichen Hang zum Hirschgrund.

## Schreibweise des Namens Forderglauchau
„Forderglauchau“ (mit F) ist die historisch gewachsene und in seiner Historie zumeist gebrauchte Schreibweise für dieses Schloss und die einst zugehörige Herrschaft. „Forderglauchau“ wird daher als Eigenname betrachtet und in dieser Schreibweise seit der DDR-Zeit streng beibehalten. Vereinzelt wurde das Schloss auf alten Postkarten der 1920er- bis 1940er-Jahre auch als „Vorderglauchau“ betitelt. Das Heft 3 der Schriftenreihe des Museums und der Kunstsammlung Schloss Hinterglauchau schreibt dazu im Jahr 1981: „Forderglauchau mit F zu schreiben leitet sich von der alten Schreibweise vergangener Jahrhunderte, die von den Schönburgern sanktioniert wurde und sich bis heute noch erhalten hat, ab.“
Aus dem Jahre 1644 ist eine Inventarliste des „Fördern Schlosses“ erhalten.
Nach dem Bau des vorderen Schlosses 1527–1534 wurden die beiden Schlösser noch bis Mitte/Ende des 19. Jahrhunderts als „förder(es) Schloß“ und „hinter(es) Schloß“ betitelt. Wohl erst nach 1900 bürgerten sich die Namen Forderglauchau/Vorderglauchau und Hinterglauchau ein.

## Geschichte von Schloss und Herrschaft
Ernst II. von Schönburg (1486–1534), erwähnt als „Ernnst Herre von Schonburgk zu glauchaw vnd Waldenburg“, ließ es 1524 bis 1534 durch den aus Komotau stammenden Steinmetz und Bildhauer Andreas Günther († 1541/42) auf dem Gelände der Vorburg von Burg Glauchau (dem späteren Schloss Hinterglauchau) errichten. Notwendig wurde die Erweiterung durch die gestiegene Hofhaltung. Im gleichen Zeitraum wurde auch das vorhandene hintere Schloss (später Hinterglauchau genannt) umgebaut.
Im Jahre 1603 erfolgten Erneuerungsarbeiten an Forderglauchau.
Das Aussehen Forderglauchaus wird durch den zweigeschossigen Ostflügel mit zahlreichen Zwerchhäusern geprägt. Er knickt nach Norden hin von seiner bisherigen Achse ab. Zwischen dem Nordflügel und dem Ostanbau („Ostflügel“) befindet sich ein sechseckiger Treppenturm, der 1840 erhöht wurde. Sein Abschluss wird von sechs Giebeln mit Pilastergliederung und Voluten begrenzt und von Halbkreisbögen bekrönt.
Durch eine Erweiterung um zwei Gebäudeteile am nordwestlichen Teil erhielt das Schloss im Jahre 1799 seine jetzige Form als Dreiflügelanlage. Die Gewände von Fenstern, Toren, Türen und Giebeln wurden teilweise aus rotem Rochlitzer Porphyr gefertigt. Die meisten (glatten) Fenstergewände in Erdgeschoss und Obergeschoss stammen aus dem 18. Jahrhundert. Profilierte Fenstergewände aus der Erbauungszeit finden sich noch in den Zwerchhäusern des Ostflügel, im nordöstlichen Eckbau und im Obergeschoss der östlichen Seite des Südflügels.
Eine Inventarliste des Grafen Hans Caspar von Schönburg-Hinterglauchau (1594–1644) gibt im Jahre 1644 eine Übersicht über die Nutzung und Ausstattung der Räume im „Fördern Schlosse…“. Die darin genannten Räume waren mit reichlich Mobiliar, Teppichen, Jagdutensilien, Kleidung, Gebrauchsgegenständen, Waffen und Bettzeug ausgestattet.
Noch im 18. Jahrhundert zeigt eine Abbildung (schönburgischer Stammbaum, um 1760) von Schloss Forderglauchau und Schloss Hinterglauchau – von Süden –, dass am Südflügel Forderglauchaus drei Aborterker im Obergeschoss vorhanden waren.
Durch den Familienvertrag des Hauses Schönburg vom 2. Dezember 1681 wurde der Schlosskomplex in die zwei Teilherrschaften Forderglauchau und Hinterglauchau geteilt. Das Schloss Forderglauchau wurde als eigener Adelssitz nun organisatorisch von der Ausgangsanlage abgetrennt. Zu Forderglauchau gehörten 5/9 des Stadtgebietes von Glauchau und Meerane. Die Stadt Hohenstein, die Güter Elzenberg und Thurm, sowie die Dörfer Niederlungwitz (anteilig), Lobsdorf, Lipprandis, Jerisau, Kleinbernsdorf und St. Egidien wurden durch die neue Herrschaft verwaltet. Die Zuständigkeiten endeten mit dem Rezess am 4. Mai 1740 mit dem Haus Wettin.
Während der Revolution 1848 und 1849 versuchten die Rädelsführer in Glauchau die Schlösser anzuzünden. Es misslang oder wurde verhindert. Am 1. April 1848 übergaben 1500 Bewohner schönburgischer Ortschaften im Glauchauer Schlosshof ihre schriftlichen Petitionen/Forderungen an die Herrschaft oder deren Vertreter.
Um 1867 schuf der Maler Wilhelm Gebhardt (1827–1893) mehrere Aquarelle schönburgischer Schlösser, so auch die von Forderglauchau und Hinterglauchau in seinem Mappenwerk Die Schoenburgschen Schloesser.
Mit dem Aussterben der Linie Schönburg-Hinterglauchau im Jahre 1900 wurden die Herrschaften wieder vereint und die Linie Schönburg-Forderglauchau führte die Herrschaft weiter. Da Graf Joachim von Schönburg-Glauchau in Wechselburg lebte, stellte er große Teile des Schlosses dem Glauchauer Museum zur Verfügung, wodurch die Anlage 1945 vor Plünderungen geschützt war.
Während der DDR-Zeit existierten in Schloss Forderglauchau neben der Musikschule die Kreisbibliothek „Georgius Agricola“ (seit 1953), Wohnungen und eine Außenstelle des Landeshauptarchivs Dresden. Letzteres wurde später verlagert. Noch um 1991 befand sich im Schloss Forderglauchau auch das „Kreiskabinett für Kulturarbeit“.
Teile des Schlosses waren seit der DDR-Zeit und noch bis nach 2010 (?) bewohnt.
Unter dem Schloss Forderglauchau befindet sich eine große Gang- und Kelleranlage. Ihr Zugang ist eine Tür im Schloßhof direkt links hinter der Tordurchfahrt des Osttores. 1988 wurde sie als streckenweise zusammengestürzt beschrieben. Eine Verbindung der Gang- und Kelleranlagen von Schloss Hinterglauchau und Schloss Forderglauchau bestand zu keiner Zeit.

### Der Schlossbauherr Ernst II. von Schönburg
Ernst II. von Schönburg (1486–1534) war bekannt als strenger Landesherr und erbitterter Gegner der Reformation. Am 15. Mai 1525 war er Anführer der Truppen von Herzog Georg von Sachsen in der Schlacht bei Frankenhausen. Dabei wurde der reformatorische Pfarrer und Bauernanführer Thomas Müntzer gefangen genommen und in die nahegelegene sehr sichere Wasserburg Heldrungen des Grafen Ernst von Mansfeld gebracht, wo auch Ernst II. von Schönburg in Quartier lag.
Kurz nach dieser Schlacht kehrte Ernst II. in die schönburgischen Herrschaften zurück und schlug hier die Bauernunruhen im Mai 1525 nieder. Er ließ viele Anführer einkerkern, foltern, hinrichten oder durch Entzug ihres Besitzes und hohe Geldstrafen bestrafen, obwohl die Bauern recht gemäßigte Forderungen gestellt hatten, wie beispielsweise das Recht zu Fischen und die Predigt in deutscher Sprache. Hinrichtungen von Bauernanführern sind für Glauchau, Hartenstein, Lößnitz, Elterlein und Sankt Joachimsthal (hier war Ernst II. Mitbesitzer der Herrschaft) unter Ernst II. von Schönburg belegt.
Am 5. Februar 1525 wurde Ernst II. von Schönburg durch Herzog Georg von Sachsen – seinen Freund – zum herzoglich-sächsischen Geheimen Rat ernannt. Dies war vermutlich ausschlaggebend für die Errichtung von Schloss Forderglauchau zwischen 1527 und 1534.
1531 wird Ernst II. zusammen mit dem Freyburger Amtmann Taubenheim mit einer Revision sämtlicher herzoglich-sächsischer Ämter in Thüringen durch Herzog Georg von Sachsen betraut. Dies beweist das besondere Vertrauensverhältnis zu Herzog Georg von Sachsen. 1534 verstarb Ernst II. von Schönburg.

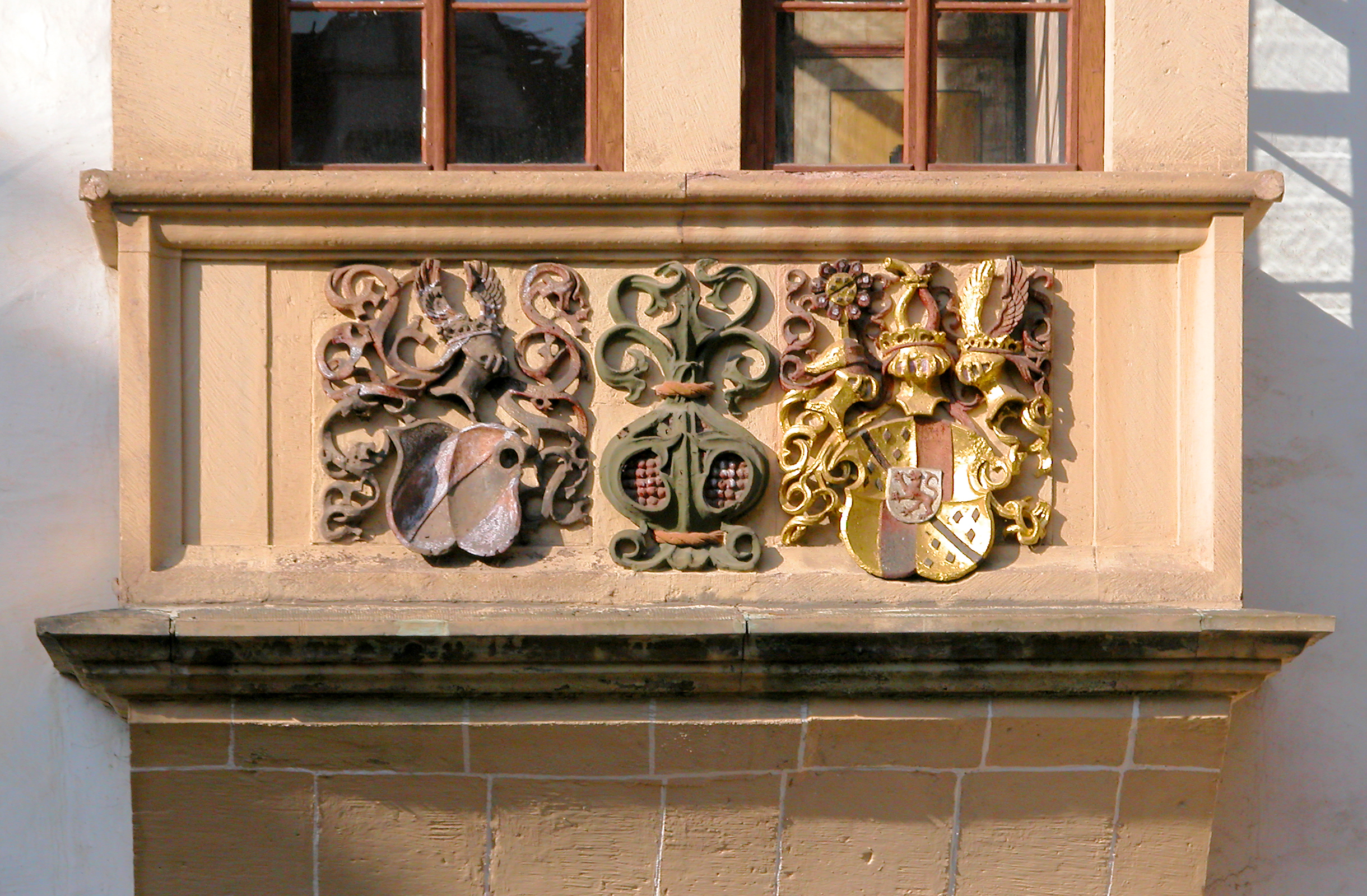
Wappen Schönburg und Leisnig
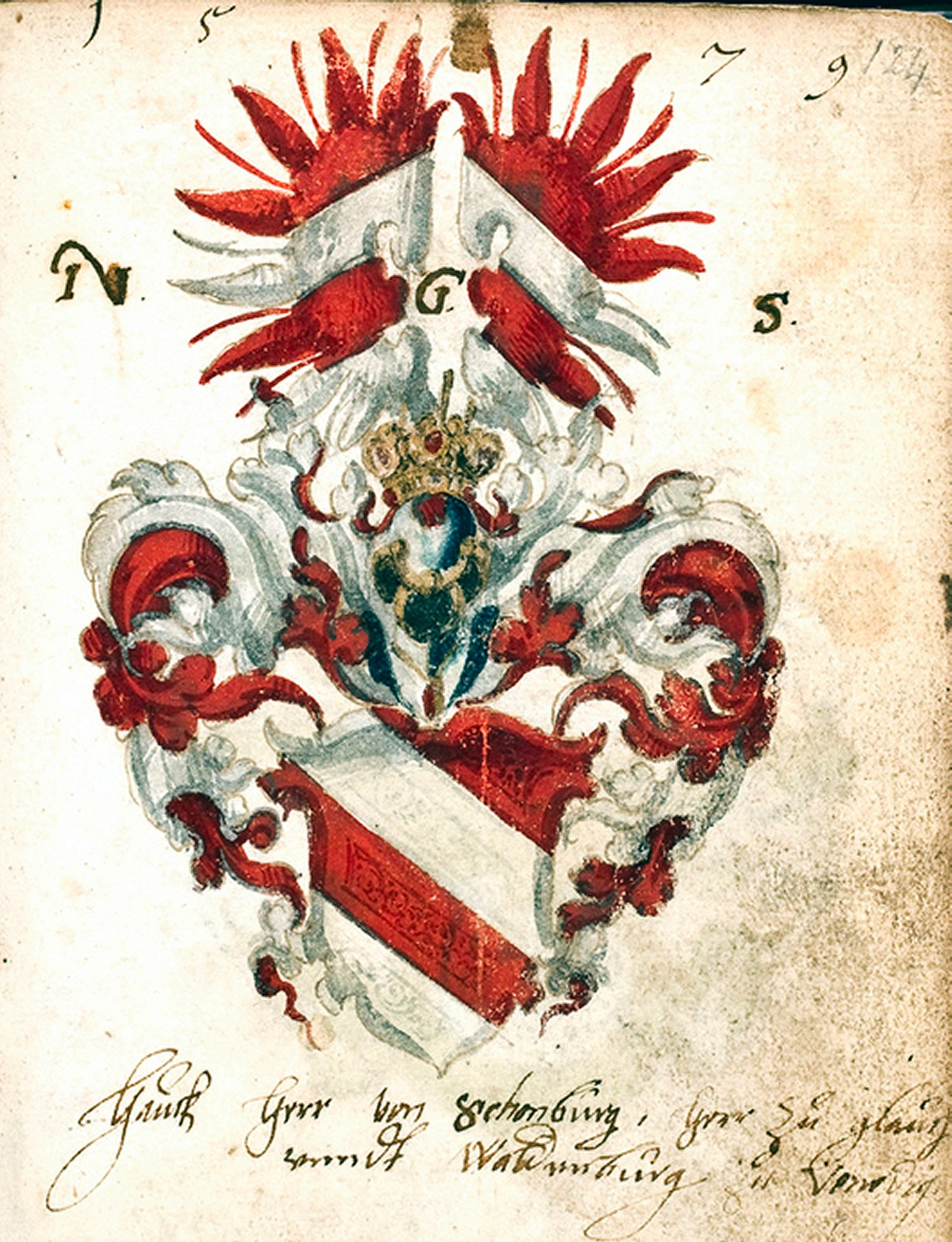
Wappen Ernst II. von Schönburg
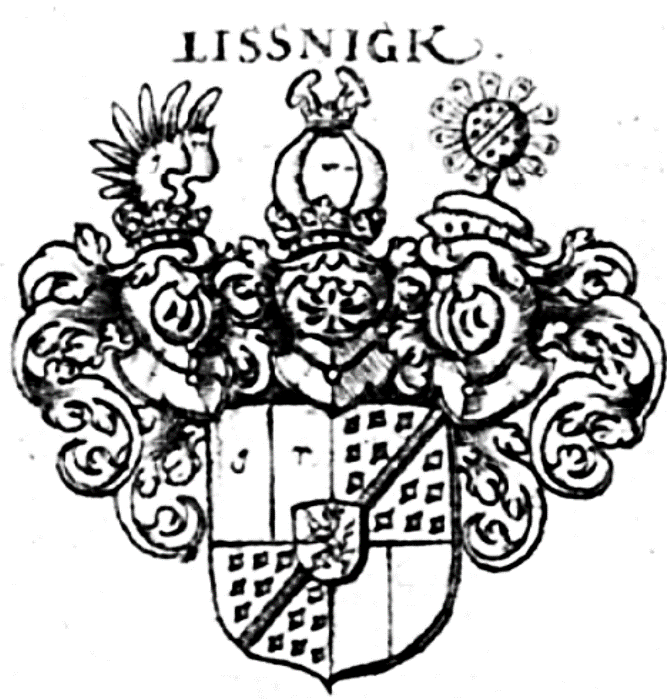
Wappen Amalia von Leisnig
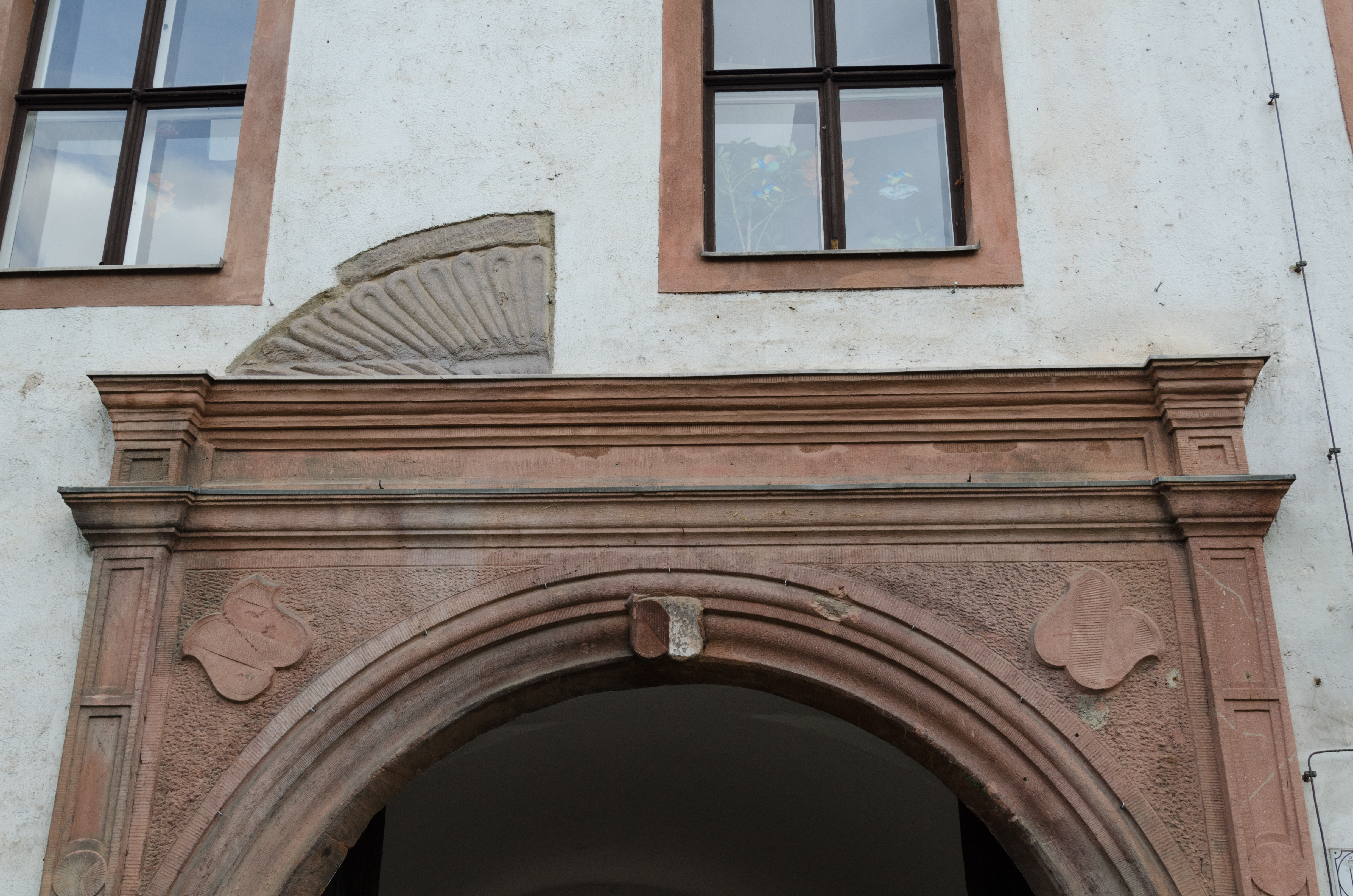
Wappen von Schönburg
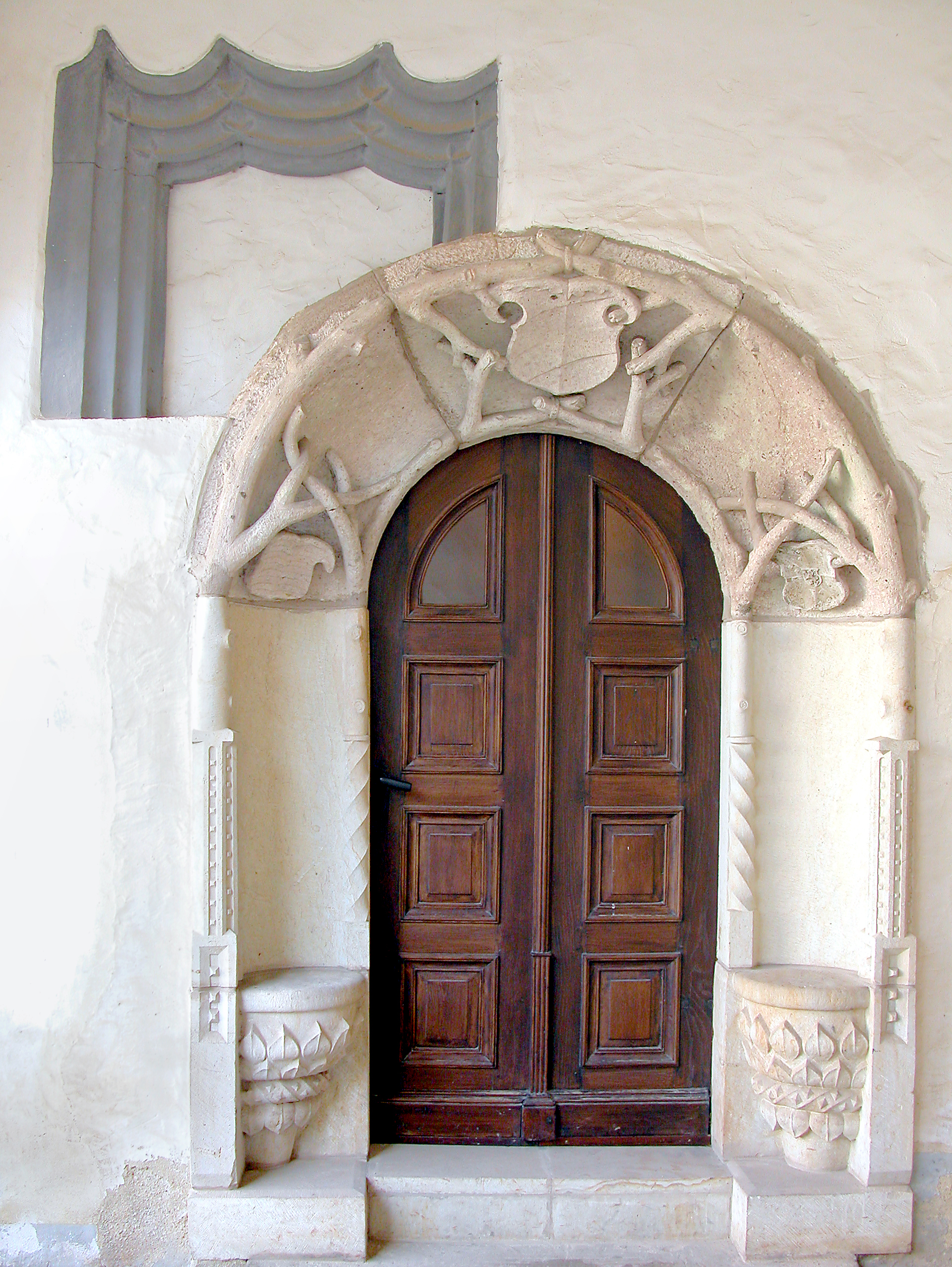
Wappen von Schönburg und Leisnig (R)

### Ehemalige Hofhaltung auf den Glauchauer Schlössern
Unter Ernst II. von Schönburg (1486–1534) wurde Burg Glauchau umgebaut und Schloss Forderglauchau – das „fördern“ Schloss – errichtet. Seine zuvor schon beträchtliche Hofhaltung wurde dementsprechend erweitert. Das Gesinde wurde unterschieden in „reisiges“ (berittenes) und „gemeines“ (unberittenes) Gesinde. Zu ersterem Kreise gehörten Förster, Jäger, Koch, Küchenjungen, Knechte, Pferdeknechte, Bäcker, Schneider und Wagenknecht. Es waren mehr als 24 Personen als Gesinde beschäftigt. Zum gemeinen Gesinde wurden der Speisenaufträger, der Fischer, die Wäscherin und die Amme gezählt.
Auf dem Schloss arbeiteten auch herrschaftliche Beamte. Der herrschaftlichen Verwaltung stand der Amtmann vor. Ihm unterstand der Schösser, welcher u. a. die Fronleistungen überwachte. Ebenfalls Beamte waren der Küchenmeister und der Schreiber.
Auf den Glauchauer Schlössern gab es auch einen Hauptmann (praktisch ein Schlosshauptmann). Im Zusammenhang mit dem sogenannten Schönburgischen Brudermord auf Schloss Hinterglauchau ist im Jahre 1617 als Hauptmann Wolf Dietrich von Geilsdorf belegt. Dabei sind auch die Barbiere Hans Jakob Schenk und Adam Hauenstein belegt, die den Tod des erstochenen Bruders Otto Wilhelm von Schönburg feststellten.
Unter Ernst II. ist ein Hofnarr „Gregor“ überliefert, und unter seinem Sohn Georg I. von Schönburg (1529–1585) sogar zwei zwergenwüchsige Narren.
Im Lehnbuch von 1526 ist vermerkt, dass der Glauchauer Scharfrichter Lorenz Reinhart für die Reinigung/Entleerung aller „heimlichen Gemache“ (Aborte) und der „Spuntflasche“ (Verlies in Schloss Hinterglauchau) auf dem Glauchauer Schloss zuständig war, so oft es vonnöten sei.
1737 ist Johann Adam Nitzsche „Hochgräflich Schönburgischer Amtmann zu Glauchau und Wechselburg“.
Seit 1757 existierte bis 1779 die Gräflich Schönburgische Schloßcompagnie, eine Schlosswache mit bis zu 16 Musikern (militärisches Hoforchester), die anfangs insgesamt 75 Mann umfasste. Sie unterstand dem Schlosshauptmann.
Sieht man von den Musikern der Schlosscompagnie ab, soll es auf den Glauchauer Schlössern kein ständiges Hoforchester gegeben haben. Doch es sind einige Namen von hier angestellten Musikern überliefert, so im 17. Jahrhundert für einige Trompeter, sowie der Lautenist Sigmund Aigner (1558/59) im 16. Jahrhundert. 1727 wird der Sänger Johann Gottfried Heymer erwähnt.
Im Jahr 1805 verstarb Johann David Seifert, „Hochgräflich Schönburgisch Forderherrschaftlicher Hoflieferant, Tuch- und Gewandschneider“ in Glauchau.

#### Beamte in Schloss und Herrschaft Glauchau im 16. Jahrhundert
Laut Walter Schlesinger lassen sich Hofhaltung und Verwaltung des Amtes Glauchau personell im 16. Jahrhundert nicht streng trennen.
Urkundlich belegt sind folgende Positionen/Beamte:
- Hauptmann, historisch auch Hauptman (so 1517[22])
- Oberhauptmann
- Unterhauptmann
- Amtmann, historisch auch Amptman (so 1534)
- Küchenmeister
- Schösser
- Landknecht, nicht zu verwechseln mit einem Landsknecht
- Fronbote, auch Fron genannt, ein Gerichtsknecht
- Amtsschreiber
- Küchenschreiber

Der Hauptmann (und zeitweise der Oberhauptmann) war praktisch die oberste Beamtenfunktion im schönburgischen Amt Glauchau. Sie sind offenbar auch mit dem belegten Amtmann identisch. Diese Posten entstanden laut Schlesinger ursprünglich – im Mittelalter – aus einer militärischen Funktion, dem Burghauptmann oder Schlosshauptmann. Später übernahmen sie auch die Funktion eines Vogtes oder Richters. Nur ihnen stand es bis in die Neuzeit zu, Gerichte der Hohen Gerichtsbarkeit (Halsgericht) zu halten und (auch in Fällen der Niederen Gerichtsbarkeit) Gerichtsstrafen für die Angeklagten festzulegen. Amtmänner konnten auch Haftstrafen anordnen oder gegen Zahlung einer Geldstrafe durch einen Bürgen aufheben. Die Position von Amtmann/Hauptmann wurde meist mit einem Adligen besetzt.
Zur Besoldung eines schönburgischen Amtmannes äußert sich Ernst II. von Schönburg in seinem Testament 1534 für seine unmündigen Söhne unter Vormundschaftsregierung folgendermaßen: „Meine Meinung ist auch, das man keinem Amptman(n) über 200 oder 300 Gulden Ja(h)rlo(h)n hinfort geben sol(l)“.
Oberhauptmann und Unterhauptmann gab es als Posten vor allem während der Zeiten von Vormundschaften für minderjährige Erben, wie denen des Ernst II. von Schönburg (1484–1534) ab 1534.
Der Oberhauptmann war damals grundsätzlich für alle Schönburgischen Herrschaften, also nicht nur für das Amt Glauchau des 16. Jahrhunderts zuständig. Der Unterhauptmann erledigte hingegen die einfachen üblichen Tagespflichten eines Hauptmannes im Amt Glauchau.
Ab 1556 fielen die Posten Oberhauptmann und Unterhauptmann weg.
Hauptmänner/Amtmänner waren auch für die Verwaltung des Amtsgefängnisses Flasche, das Verlies im Schloss Hinterglauchau, zuständig. Sie entschieden über Inhaftierung/Untersuchungshaft sowie Entlassung gegen Bürgen oder gegen Zahlung einer Geldstrafe (vergleichbar der heutigen Kaution).
1524 verklagte der schönburgische Amtmann der Herrschaft Glauchau den Rittergutsbesitzer Heinrich von Ende auf Ponitz, weil letzterer eigenmächtig – also rechtswidrig – nachts eine erhängt aufgefundene Frau (Selbstmörderin?) hat abnehmen lassen. Zuständig wäre aber das schönburgische Amt Glauchau bzw. der dortige Amtmann gewesen.
Obwohl der Posten Hauptmann/Amtmann meist mit einem Adligen besetzt wurde, wurden auch diese Hauptmänner laut den Forschungsergebnissen von Theodor Schön (1855–1911), Mitarbeiter der schönburgischen Kanzlei in Glauchau, von der schönburgischen Herrschaft zum Gesinde gerechnet: „Ordinnaire Gesinde: allhier anfänglich des Hauptmanns zu gedenken, der seiner Pflicht nach die oberste Aufsicht hat, auch des Schlossers gebührlich“ (mit „Schlosser“ könnte der Schösser gemeint gewesen sein).
Der überlieferte Landknecht war ein Polizeibeamter, der dem Amtmann/Hauptmann unterstand und für die Sicherheit auf den Straßen und Plätzen der Stadt Glauchau und die Versorgung der Inhaftierten im Gefängnis „Flasche“ (Verlies) in Schloss Hinterglauchau zuständig war und auch den beiden Torwachen der Stadt Glauchau vorgesetzt war.
Der Fronbote, auch Fron genannt, war offenbar ein Gerichtsdiener/Gerichtsknecht, dessen Aufgabe es war, Beklagte persönlich zum Gericht(sverfahren) zu laden oder von Ihnen Antworten auf Anklageschriften einzuholen. Schlesinger vermutet, dass Fronbote und Landknecht identische Funktionen waren.
Der Schösser war der höchste Finanzbeamte im Amt Glauchau. Er kontrollierte und verwaltete alle Ausgaben/Rechnungen, die täglich anfielen. Zweimal pro Jahr musste er der Herrschaft Glauchau (dem regierenden Schönburger) eine Auflistung aller Ausgaben des Amtes nachweisen. Mit Einrichtung eines Kanzleigebäudes in Schloss Forderglauchau im Jahre 1799 saß der Schösser in dieser Kanzlei. Zeitweise übernahm der Schösser auch die Pflicht des Amtmannes/Hauptmannes, Gerichte abzuhalten. Der Schösser nahm die vom Gericht bzw. Hauptmann/Amtmann festgesetzten Gerichtsstrafen für die Herrschaft ein, so belegt im Jahr 1616.
Jährlich zweimal, zu Walpurgis und Michaelis legte der Schösser seine fertig erstellte Hauptrechnung dem Oberhauptmann vor, der diese im Beisein der Herrschaft prüfte und unterschrieb.
Küchenmeister sind im mitteldeutschen Raum im 16. und 17. Jahrhundert üblicherweise hohe  Finanzbeamte. Scheinbar waren die Küchenmeister zeitweise gleichzeitig auch Schösser des Amtes.
Küchenmeister und Schösser vertraten oft auch den Hauptmann/Amtmann in dessen Abwesenheit. Für den Küchenmeister ist dies hier ab 1527 belegt.
Der Küchenschreiber führte penibel Belege/Quittungen über alle Ausgaben in der Küche. Sie wurden wöchentlich dem Schösser vorgelegt.
Amtsschreiber war möglicherweise ein Posten, der dem eines Kanzleischreibers der Herrschaft entsprach und möglicherweise gleichzeitig auch ein Gerichtsschreiber des Amtes Glauchau oder der Glauchauer Vorstadt im sogenannten Landgericht war. Das Landgericht war dabei für alle Gerichtsfälle der Dörfer in der Herrschaft Glauchau zuständig.
Unter Veit I. von Schönburg (1370 ersterwähnt, † zwischen 1421 und 1423), Herr zu Glauchau, Hartenstein und Waldenburg, ist urkundlich bereits 1390 ein Notarius (Sekretär) belegt.
Die genannten Posten/Beamten waren wohl keine städtischen Beamten der Innenstadt und/oder der rechtlich unabhängigen Glauchauer „Vorstad(t)“ sondern unterstanden der schönburgischen Herrschaft Glauchau bzw. dem sogenannten „Gesam(m)thaus Schönburg“, welches 1524 eingerichtet worden war.
Stadt und/oder Herrschaft unterhielten außerdem noch zwei Torwachen für die (mindestens vier) Glauchauer Stadttore, denen Landknecht und Amtmann/Hauptmann personell vorgesetzt waren.

### Ehemalige Schlossmühle
Unterhalb des Nordflügels von Forderglauchau am Fuße des Schlossberges befand sich bis zu ihrem Abriss (nach 2000?) die sogenannte Schlossmühle. Sie wurde vom ehemaligen Mühlgraben, der von der Zwickauer Mulde abgezweigt wurde, angetrieben. In früheren Jahrhunderten trug sie aber nicht den Namen Schloßmühle, sondern „Mahlmühle“, war aber immer in Besitz des schönburgischen Glauchauer Amtes. 1882 wird sie dann als Schlossmühle bezeichnet. Der Überlieferung nach hatte sie im Spätmittelalter schon 13 „Mahlräder“ (sind hier Mahlsteine oder Wasserräder gemeint?), weswegen sie der „Pirnische Mönch“ Johannes Lindner in seiner Chronik (1530?) voller Bewunderung erwähnt.

### Kirche Sankt Georgen mit Erbbegräbnis
Nahe dem Schloss Forderglauchau – und ehemals an dessen Vorwerk angrenzend – befindet sich die Georgenkirche (barocker Neubau von 1726–1728). Hier befand sich ursprünglich der wohl älteste Glauchauer Friedhof. Später wurde er zur jüngeren Gottesackerkirche umverlegt.
Die Kirche war aber ursprünglich keine städtische Kirche, sondern eine Eigenkirche der Herren von Schönburg. Hier wurde eine Gruft/Erbbegräbnis eingerichtet. Diese „Haupt-Kirche“ Glauchaus samt umfangreicher Nebengebäude „geist(l)iche und Schulgebäude“ stand unter dem Patronat der Schönburger. 1536 wird das Kirchlehen als von der Herrschaft zu verleihen genannt.
Bekannt ist in Sankt Georgen aktuell nur eine kleine Gruft für Hans Kaspar von Schönburg (1594–1644), seine Frau und seine Kinder. Das Schlossmuseum Hinterglauchau versucht gerade herauszufinden, welche Schönburger noch in dieser Kirche bestattet wurden. Die genannte kleine Gruft wird nur zu Forschungszwecken geöffnet.

### Teilungsvertrag 1556 und Gesamtregierung
Am 1. Mai 1556 wurde ein Teilungsvertrag zwischen Wolf II., Hugo II. und Georg I. von Schönburg geschlossen. Wolf II. erhielt die Herrschaften und Schlösser Rochsburg, Penig und Wechselburg. Hugo II. Lichtenstein und Waldenburg. Georg I. erhielt Glauchau und Remse. Hartenstein und Geringswalde blieben im gemeinsamen Besitz.
Es entstehen so die Linien „Schönburg-Penig-Rochsburg“ (mit Wechselburg), „Schönburg-Waldenburg“ (mit Lichtenstein) und „Schönburg-Glauchau“ (mit Remse).
Es wurde 1556 eine schönburgische Gesamtregierung eingerichtet die, wahrscheinlich auf Schloss Forderglauchau saß.
1575 kaufte Georg I. von Schönburg-Glauchau die Herrschaft Greßlas in Nordböhmen. Später wurde Augustus von Schönburg-Glauchau Besitzer von Greßlas.
1604 wurde ein Hausvertrag zwischen Wolf III. von Schönburg-Penig-Rochsburg, Hugo II. und Veit III. von Schönburg-Waldenburg sowie Georg II. und Augustus von Schönburg-Glauchau geschlossen.

#### Schönburgische Kanzlei und Archiv in Forderglauchau
In Schloss Forderglauchau wurden – sicher spätestens seit der Gründung der schönburgischen Gesamtregierung in Glauchau 1556 – jahrhundertelang Urkunden und Dokumente verschiedener Schönburgischer Herrschaften zentral aufbewahrt. Seit dem Bau des Kanzleigebäudes 1799 in Forderglauchau sicher in diesem.
Die Stadt Glauchau hatte später ein eigenes Archiv im alten Rathaus. Als beim Brand des Rathauses 1813 das städtische Archiv komplett vernichtet wurde, blieben die Urkunden im herrschaftlichen Archiv in Forderglauchau verschont. Der Historiker Walter Schlesinger nutzte aus dem „Gräflich Schönburgischen Archiv“ in den 1940er Jahren zu Recherchen u. a.: Amtsbuch der Schönburgischen Herrschaften von 1536, Erbbuch der Herrschaft Glauchau von 1616, Schocksteueranschläge von 1675–1678 und Amtsrechnungen aus verschiedenen Jahrhunderten.

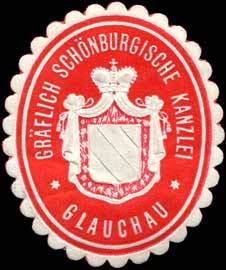
Siegelmarke „Gräflich Schönburgische Kanzlei Glauchau“

Am 26. April 1893 wurden der schönburgische Archivsekretär Dr. Giefel und sein Mitarbeiter Theodor Schön (1855–1911) zur Abfassung einer Geschichte des Hauses Schönburg beauftragt. Zwischen 1901 und 1910 gab Theodor Schön acht Bände und einen Nachtragsband des Urkundenbuches des Hauses Schönburg in Waldenburg/Sachsen heraus. Diese Literatur wird auch benannt als Geschichte des fürstlichen und gräflichen Gesammthauses [!] Schönburg. Urkundenbuch der Herren von Schönburg betitelt.
Die fürstliche Waldenburger Linie ließ nach dem Abriss des alten hinteren Schlosses Waldenburg dort eine eigene Kanzlei errichten; dieses Gebäude existiert noch heute (2020) neben dem Bergfried. Die noch erhalten gewesenen Akten und Urkunden der fürstlichen Waldenburger Kanzlei wurden um/nach 1945 größtenteils vernichtet, als eine Klinik für Tuberkulose im Waldenburger Schloss eingerichtet wurde. Teile davon wurden wohl auch ins Archiv in Schloss Forderglauchau verbracht.
Nach 2000 (?) wurde das noch in Forderglauchau bestehende historische Archiv(gut) vollständig ins Staatsarchiv Chemnitz überführt. Dort befinden sich nun (2010) die Akten des „Gräflich Schönburgischen Archivs Glauchau“, der „Fürstlich und Gräflich Schönburgischen Gesamtkanzlei Glauchau“, des „Amtsgerichtsarchivs Glauchau“ sowie des „Fürstlich Schönburgischen Archivs Waldenburg“.

### Erlöschen der Linie Schönburg-Glauchau 1610
Am 3. Oktober 1610 starb die Linie Schönburg-Glauchau mit Augustus im Mannesstamme aus. Bis 1632 stritten sich die Schönburger um dessen Erbe.

### Teilung des Glauchauer Amtes 1623
1623 wurde infolge einer brüderlichen Erbteilung das Amt Glauchau in ein „hinteres“ und ein „förderes“ geteilt. Die Ämter Hinterglauchau und Forderglauchau waren entstanden. Die damit einhergehende rechtliche Teilung der Innenstadt (hier „Rechtstadt“ genannt) und des Marktplatzes ist am heutigen Marktplatz noch erkennbar an der Existenz zweier Apotheken.

### Sequestration 1636, 1647 und 1675 durch Kursachsen
Wegen Verschuldung des schönburgischen Amtes Glauchau erfolgte bereits 1636 eine Zwangsverwaltung (Sequestration) durch Kursachsen. Das Amt Glauchau wurde nun vorerst von Kursachsen zwangsverwaltet.
Auch 1647 erfolgte eine Zwangsverwaltung. Graf Wolf Friedrich von Schönburg ließ den kursächsischen Sequestrator aus Glauchau vertreiben. Daraufhin rückte kursächsisches Militär in Glauchau ein und nahm den Grafen in Gewahrsam.
Wegen erneuter Verschuldung des Amtes Glauchau drang am 11. März 1675 der Zwickauer Schösser in den Glauchauer Schlosshof (gemeint ist sicher Schloss Forderglauchau) ein und versiegelte das hier befindliche schönburgische Amtsgebäude.

### Nebenresidenz in Wechselburg ab 1673
Ab 1673 erfolgte ein Umbau des Wechselburger Klosters zu einem Schloss der Linie Schönburg-Forderglauchau als Nebenresidenz.

### Teilung von Schloss und Herrschaft Glauchau 1681
Am 2. Dezember 1681 wurde die Herrschaft Glauchau in die Teilherrschaften Forderglauchau und Hinterglauchau geteilt. Andere Quellen nennen für die Erbteilung und die Entstehung der Namen „Hinterglauchau“ und „Forderglauchau“ das Jahr 1623. Schloss Forderglauchau wurde als eigener Adelssitz organisatorisch von der Ausgangsanlage abgetrennt.

#### Linie und Amt Schönburg-Penig-Mittelglauchau 1681–1763
Von 1681 bis 1763 existierte zusätzlich zu den Linien und Ämtern Hinterglauchau und Forderglauchau noch eine Linie Schönburg-Penig-Mittelglauchau, die von Graf Wolf Heinrich († 1704) gegründet wurde und schon 1763 mit Graf August Siegfried erlosch. Ob diese Linie in Glauchau eine Residenz hatte, ist unklar.
Auch eine Linie „Schönburg-Unterglauchau“ existierte mit Graf Albert von Schönburg-Unter-Glauchau († 1799) kurzzeitig (siehe Stammliste der Herren von Schönburg).

### Teilung der Herrschaft Forderglauchau 1683 und des Schlosses Forderglauchau besitzrechtlich
1683 wurde die bisherige Herrschaft Forderglauchau der Linie Schönburg-Forderglauchau in die Herrschaft Penig und die Herrschaft Wechselburg aufgeteilt.
Besitzrechtlich wurde das Schloss Forderglauchau dabei in den Peniger Anteil und den Wechselburger Anteil geteilt. Die Linien Schönburg-Forderglauchau-Wechselburg und Schönburg-Forderglauchau-Penig hatten nun jeweils einen eigenen Bereich im Schloss Forderglauchau. Der Peniger Anteil war der Ostflügel – mit dem heutigen Haupttor – und dem „Nordflügel“ mit der Wagenremise im Erdgeschoss. Der Wechselburger Anteil war der zum Hirschgraben zugewandte Südflügel von Schloss Forderglauchau.
Bereits durch Graf Ludwig von Schönburg-Hinterglauchau (1762–1842), den Vormund für den noch nicht volljährigen Grafen Carl Heinrich Alban von Schönburg-Forderglauchau-Wechselburg (1804–1864), wurde für letzteren der sogenannte Peniger Anteil von Schloss Forderglauchau angemietet.
Graf Heinrich von Schönburg-Hinterglauchau (1794–1881) war unmittelbar nach seiner Vermählung gezwungen, im Mai 1820 den Peniger Anteil im Schloss Forderglauchau anzumieten, da Schloss Hinterglauchau zu dieser Zeit offenbar sehr baufällig war und hätte umgebaut/renoviert werden müssen. Er plante noch im Sommer 1863 – nach der erfolgten Instandsetzung der Kapelle St. Marien – offenbar eine komplette Sanierung von Schloss Hinterglauchau, wozu es aber nicht mehr kam. Mit dem Tode des Grafen Alban von Schönburg-Forderglauchau (1804–1864) kam der Besitz an seinen Sohn Graf Carl von Schönburg-Forderglauchau (1832–1898). Carl beanspruchte nun das gesamte Schloss Forderglauchau für sich und seine Frau zur Nutzung, so dass der eingemietete Heinrich von Schönburg-Hinterglauchau mit seiner Familie aus dem „Peniger Anteil“ ausziehen musste.

### Schönburgische Gesamtregierung in Glauchau
1721 war Johann Ernst von der Lage (*?; gest. 7. Februar 1736 in Glauchau) Regierungsdirektor der schönburgischen Gesamtregierung. Kursachsen ließ ihn auf seiner Rückreise von Verhandlungen in Wien in Plauen verhaften, um Druck auf die Schönburger auszuüben. Als Johann Ernst 1736 verstarb, prozessierten seine Erben jahrelang wegen ausstehender Soldzahlungen gegen die Schönburger. Für 1734 ist Johann Adam Nitzsche als „Hochgräflich Schönburgischer Amtmann zu Glauchau und Wechselburg“ belegt. Am 21. Oktober 1740 wurde die schönburgische Gesamtregierung nach den Rezessen mit Kursachsen neu gebildet.
Am 1. März 1836 wurde die schönburgische Gesamtregierung aufgelöst und durch die Gesamtkanzlei ersetzt. 1864 war Carl Geutebrück Kanzleirat in Glauchau und berichtete dem Grafen Heinrich von Schönburg-Hinterglauchau (1794–1881) über den Baufortschritt in Schloss Hinterglauchau (Südflügel) per Briefpost nach Schloss Gusow. Als Walter Schlesinger 1940 in Glauchau das Buch Grundzüge zur Geschichte der Stadt Glauchau drucken ließ, existierte in Glauchau noch die „Fürstlich und Gräfliche Gesamtkanzlei“.

### Verlust der Reichsunmittelbarkeit der Herrschaften 1740
Durch Haupt- und Nebenrezesse mit Kursachsen verlieren die Schönburgischen Herrschaften Glauchau(Forderglauchau und Hinterglauchau), Waldenburg, Lichtenstein, Hartenstein und Stein am 4. Mai 1740 ihre Reichsunmittelbarkeit zugunsten von Kursachsen. Sie werden seither als „Rezessherrschaften“ (Rezess=Gerichtsverfahren) betitelt. Faktisch gehören sie nun hoheitlich zu Kursachsen, den Schönburgern verbleiben aber weiter einige hoheitliche Rechte, die schrittweise von Sachsen immer weiter abgebaut werden.

### Neue Nebenresidenz in Penig ab 1790
1790 erfolgte ein Neubau des „vorderen Schlosses“ (seither „Neues Schloss“) in Penig. Anstelle des Renaissancebaues wurde ein klassizistisches Schloss errichtet. Es diente der Linie Forderglauchau neben Wechselburg als Nebenresidenz.

### Ehemalige Wasserkunst und Schlossbrauerei
Nach der Glauchauer Chronik von E. Eckardt befand sich im Glauchauer Schloss (Forderglauchau?) eine Brauerei; und für die Wasserversorgung von Schloss und Brauerei existierte eine Wasserkunst/Pumpstation, genannt „Kunsthäuslein“, an der Zwickauer Mulde mit einer Röhrenwasserleitung bis zum Schloss. Unabhängig von der alten städtischen Röhrenwasserleitung, die die Innenstadt versorgte, hatte das Schloss also eine eigene frühneuzeitliche Wasserversorgung. Erhalten blieb davon nichts.

### Ehemalige Schlossvorwerke

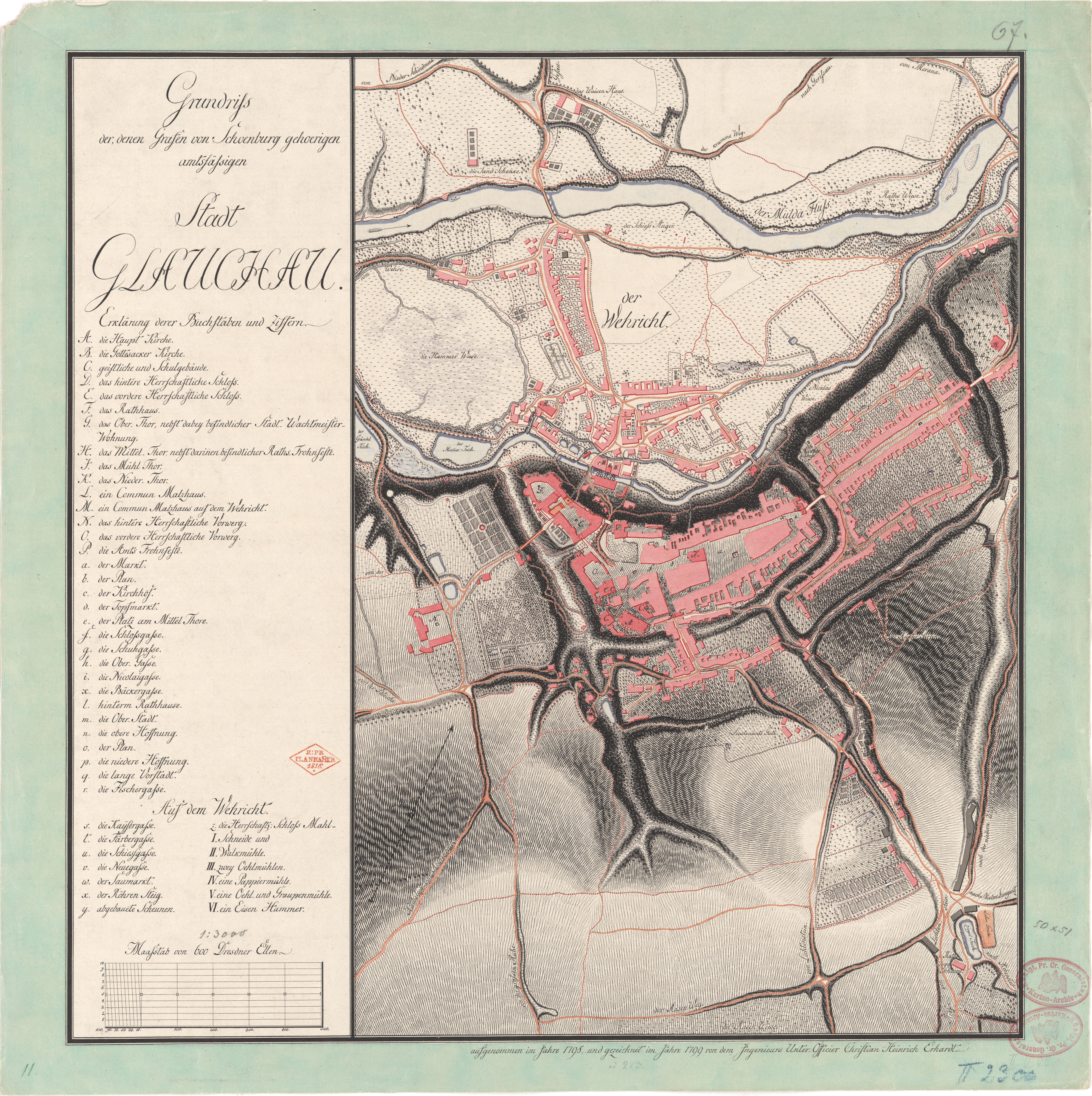
Meilenblatt von Glauchau mit beiden Schlössern und beiden Schlossvorwerken, 1799 (am linken mittigen Bildrand das Vorwerk von Hinterglauchau; unterhalb der Schlösser das Vorwerk von Forderglauchau)

Mit der Errichtung von Schloss Forderglauchau ging das ehemalige Vorwerk der Burg (Hinterglauchau) verlustig. Es wurde ein neues Schlossvorwerk errichtet, wohl zeitgleich mit dem Bau von Forderglauchau. Dieses ältere Vorwerk, das „vordere herrschaftliche Vorwerg“, befand sich noch um 1800 zwischen Schloss Forderglauchau und der Kirche St. Georgen. Dabei befand sich auch die Amts-Fronfeste, ein städtisches Gefängnis. Nördlich vor diesem Vorwerk befand sich der sogenannte „Plan“, der teilweise zu einer (zu einem großen – offenbar herrschaftlichen – Gebäude zugehörigen) parkähnlichen Gartenanlage ausgestaltet war. Außerdem befanden sich bei diesem Vorwerk ein Marstall und ein Kornspeicher.
Sicher später wurde ein zweites Vorwerk südlich der beiden Schlösser anstelle des heutigen Heinrichshofes (ehem. Amtsgericht) errichtet. Das ältere östliche Vorwerk gehörte später zur Herrschaft Forderglauchau, das südliche Vorwerk im Süden des Schlossgartens der Herrschaft Hinterglauchau. Wie Karten von Glauchau zeigen, waren beide Vorwerke um 1800 noch erhalten, aber schon 1882 verschwunden.
Laut Walter Schlesinger ist das südliche Vorwerk möglicherweise ursprünglich das „Lachsgut“ des urkundlich erwähnten Burgmannes Dietz Lachs gewesen oder aus diesem hervorgegangen.
Mitte des 16. Jahrhunderts wurde vor dem Stadttor Niederes Tor außerhalb der „Langen Vorstadt“ Glauchaus ein weiteres Vorwerk angelegt, über welches laut Walter Schlesinger sonst nichts weiter bekannt ist. Das Niedere Tor stand bis zu seinem Abriss im Jahre 1838 an der Brücke über das kleine Tal „Äußerer Stadtgraben“ beim späteren „Kaiserlichen Reichspost- und Telegraphenamt“ (heutiges Postamt Glauchau). Dieses Vorwerk stand also in Nähe des heutigen Schillerparkes/Schillerplatzes bei der damals noch existierenden Gottesackerkirche.
Ein kleines Vorwerk existierte noch in Wernsdorf (bei Glauchau).
1662 existierte noch ein Vorwerk in der Glauchauer Unterstadt (Wehrdigt) bei der Oberwasserbrücke an der Zwickauer Mulde. Außerdem soll noch ein Vorwerk auf dem „Weinberg“ (Lage?) existiert haben.
Zur wirtschaftlichen Leistungsfähigkeit einiger Schlossvorwerke und des herrschaftlichen Schafhofes am Großen Teich (heute ausgetrockneter Schafteich bei der Reinholdshainer Scheermühle) konnte Walter Schlesinger noch etliche Zahlen ermitteln.
1586 wird berichtet: „Es sind die Vo(r)werke und Mühlen ganz baufällig und sehr mangelhaftig …“.

### Attentat von Sarajevo 1914
Die Schwester Oktavia (1873–1946) der Gräfin Sophie Chotek von Chotkowa und Wognin (1868–1914) heiratete 1898 den Grafen Joachim von Schönburg-Glauchau (1873–1943) aus der schönburgischen Linie Forderglauchau-Penig-Wechselburg.
Gräfin Sophie Chotek von Chotkowa wird schließlich gefürstet als „Fürstin von Hohenberg“ im Zusammenhang mit ihrer morganatischen Ehe mit Franz Ferdinand und am 4. Oktober 1909 mit dem Titel „Herzogin von Hohenberg“ standesmäßig erhöht. Morganatisch heiratete sie nach Zustimmung des Kaiserhauses am 1. Juli 1900 den österreichischen Thronfolger Franz Ferdinand von Österreich-Este (1863–1914), unter Verzicht auf die Thronfolge für sich selbst und die gemeinsamen Kinder.
Die Ehe war nicht standesgemäß. Aus ihr gingen die drei Kinder
- Sophie von Hohenberg (1901–1990), verheiratete von Nostitz-Rieneck
- Maximilian von Hohenberg (1902–1962)
- Ernst von Hohenberg (1904–1954)

sowie ein totgeborener Sohn (1908) hervor.
Dies sind die drei nicht standesgemäßen Kinder des österreichischen Thronfolgerehepaares Franz Ferdinand und Sophie.
Am 28. Juni 1914 erschoss der junge bosnische Nationalist Gavrilo Princip (1894–1918) in Sarajevo das Thronfolgerpaar auf offener Straße in einem Kraftwagen. Beide verstarben sofort. Die drei Waisenkinder wurden danach zu Besuch zu ihrer ersten Tante (mütterlicherseits) Oktavia von Schönburg-Glauchau nach Schloss Wechselburg geschickt. Die Kinder kamen in die Obhut ihrer zweiten Tante (mütterlicherseits) Henriette Chotek von Chotkowa und Wognin. Maximilian und Ernst wurden 1938 von den Nazis wegen antideutscher Äußerungen in Konzentrationslager geschafft. Beide überlebten das KZ Dachau bzw. KZ Buchenwald. Gavrilo Princip verstarb 1918 in der Haft in der „kleinen Festung“ (Zitadelle) von Theresienstadt in Böhmen.
Die Glauchauer Zeitung (Amtsblatt) und Neueste Nachrichten vermeldete am 27. Juli 1914: „Die 3 Kinder des ermordeten österreichischen Thronfolgerpaares haben nach zehntägigem Aufenthalt im Schlosse Sr. Erlaucht, des Grafen von Schönburg-Glauchau zu Wechselburg, ihre Rückreise nach Österreich angetreten“.
Aus dem Attentat von Sarajevo resultierte der Erste Weltkrieg, der schon einen Tag nach Abreise der drei Kinder, am 28. Juli 1914, von Österreich-Ungarn an Serbien erklärt wurde.
Die drei Kinder der Gräfin/Fürstin Sophie, ernannte Herzogin von Hohenberg, führen dieses österreichische Adelsgeschlecht Hohenberg weiter.
In der Remise von Schloss Hinterglauchau wird seit Juli 2007 eine Kalesche (Kutsche) mit (klein dargestelltem) Allianzwappen „Schönburg“ und „Chotek von Chotkowa und Wognin“ an den Türen gezeigt (Dauerausstellung „Auf der Straße“). Diese Kutsche existiert hier wegen der Heirat von Oktavia Chotek von Chotkowa und Wognin mit Joachim von Schönburg aus der Linie Forderglauchau (seit 1900 nur Glauchau) im Jahre 1898.

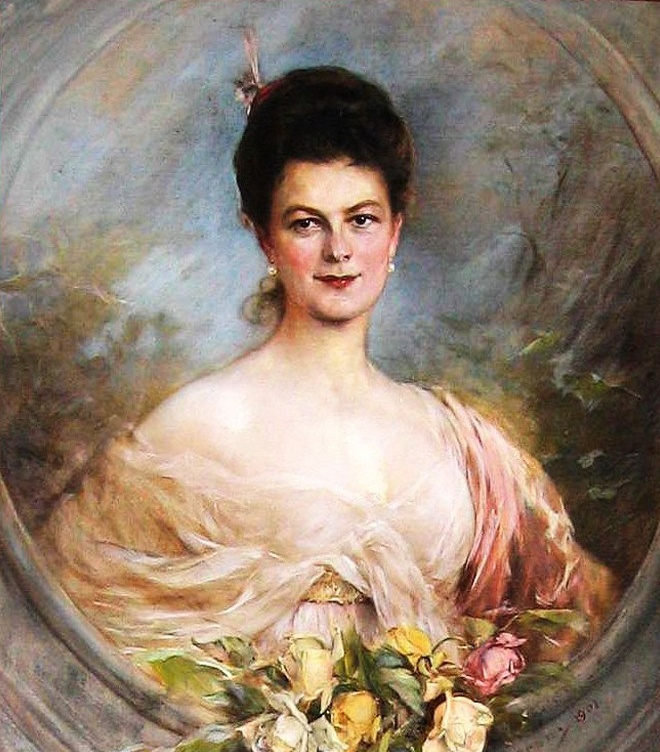
Sophie, Herzogin von Hohenberg, um 1910
Franz Ferdinand, Sophie und ihre drei Kinder (1907)
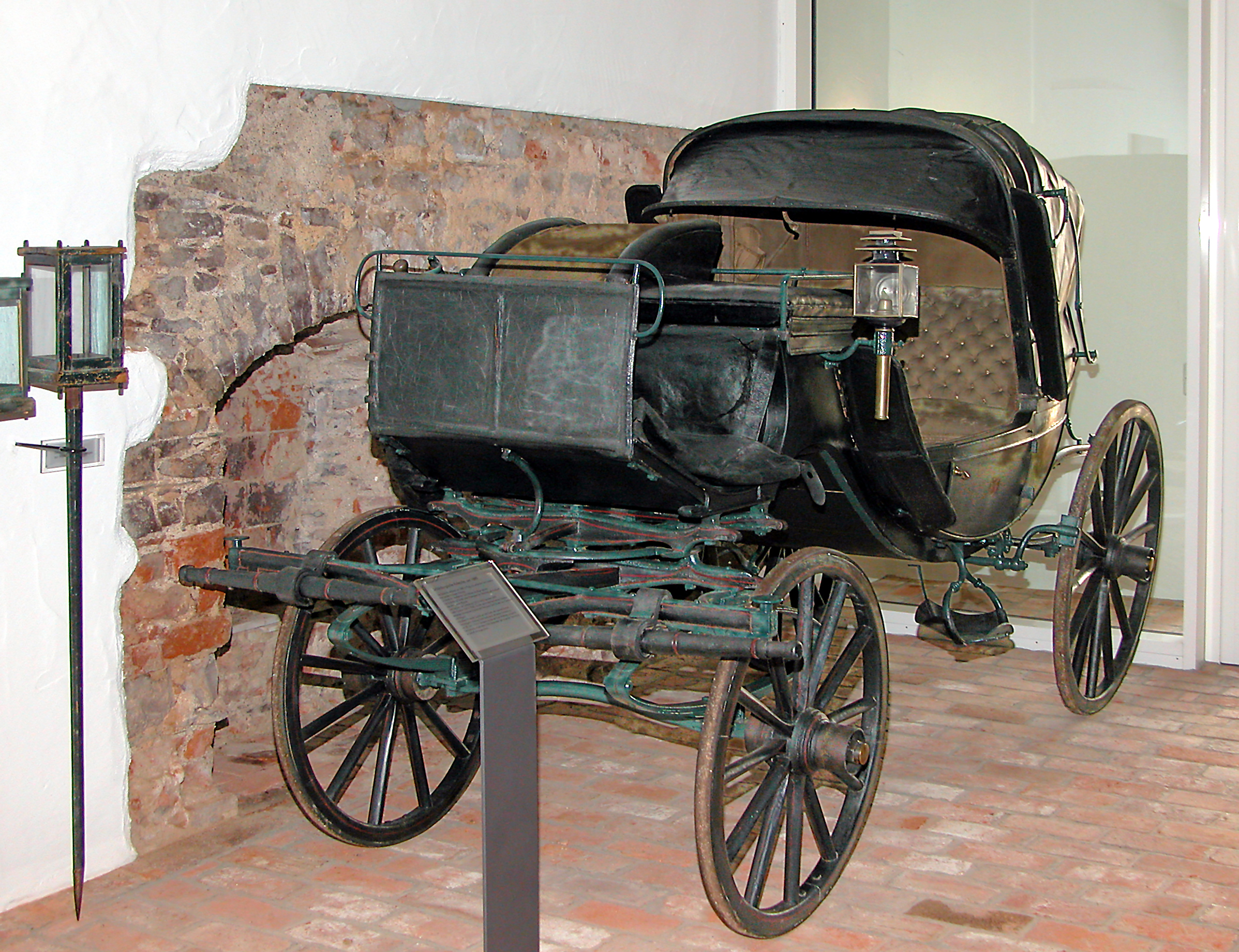
Kalesche in Schloss Hinterglauchau (gebaut um 1870 in Prag, später neu lackiert)
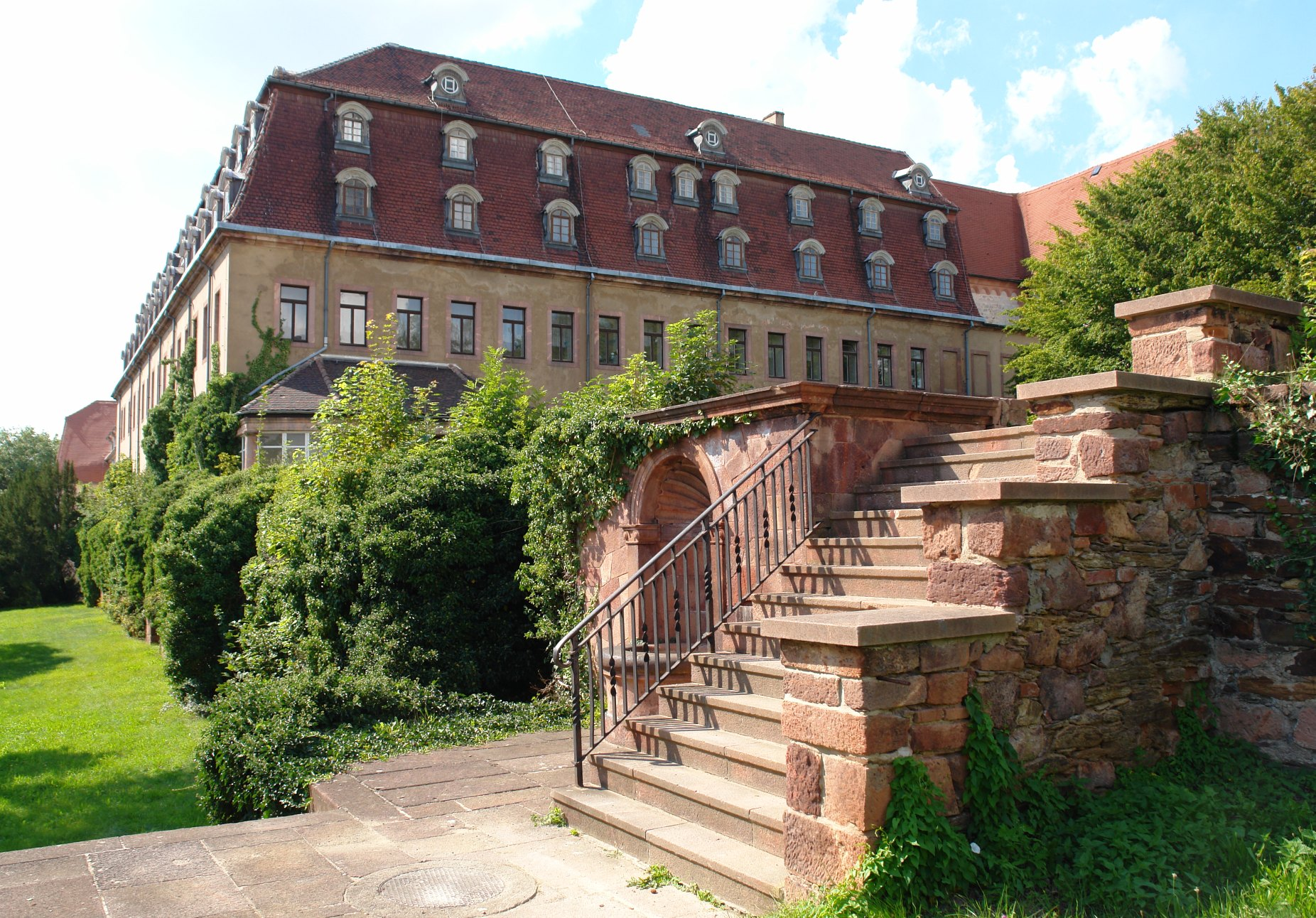
Neues Schloss in Wechselburg
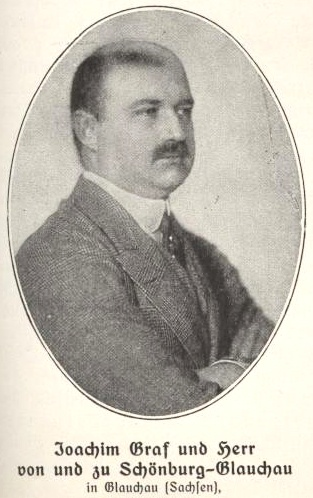
Graf Joachim, Gastgeber für die drei Kinder in Wechselburg

### Schloss als Wohnung für Vertriebene um 1945
Teile des Schlosses Forderglauchau waren um 1945 mit Vertriebenen/Umsiedlern belegt.

## Baugeschichte

### Errichtung des Ostflügels mit Anbau und Treppenturm
Nach heutigem Forschungsstand wurde Schloss Forderglauchau von 1527–1534 in Form des heutigen Ostflügels mit nördlichem Eckanbau (daran halbes Zwerchhaus) und Renaissance-Treppenturm (ohne dessen heutigem oberen Teil mit historistischen Zinnen) im Stile der Frührenaissance vom Baumeister Andreas Günther aus Komotau errichtet. Dies geschah unter dem Landesherr und Schlosseigentümer (von Hinterglauchau) Ernst II. von Schönburg (1484–1534).

### Errichtung des Südflügels im Jahre 1603
Nach heutigem Forschungsstand wurde der (heutige) Südflügel von Schloss Forderglauchau höchstwahrscheinlich im Jahre 1603 von Grund auf neu errichtet. Auf das Jahr 1603 verweist die Jahreszahl im Scheitel des hofseitigen Torbogens der Torfahrt im Südflügel Forderglauchaus.
Da die Forderglauchauer Zwerchhäuser von Ostflügel und Südflügel sich bezüglich ihrer Proportionen und auch in ihrer architektonischen Gestaltung stark unterscheiden, wurde der Südflügel 1603 entweder komplett neu errichtet oder sehr stark (inklusive dem Dachgeschoss) umgebaut. Die Bauarbeiten am neuen Südflügel erfolgten demnach unter Augustus von Schönburg-Glauchau (1583–1610). Der Baumeister dazu ist unbekannt.
Die Zwerchhäuser des Südflügels wirken breiter als die des Ostflügels, die des Südflügels sind außerdem von Voluten bekrönt.

#### Ehemalige Schlossküche und Bäckerei
An der westlichen Südseite des Südflügels – östlich direkt neben der Süd-Tordurchfahrt – ragt ein Anbau mit Pultdach in Richtung des Hirschgrabens vor die Front des Südflügels vor. Dieser Anbau wurde in alten Dokumenten als „Backofen“ betitelt und soll zu Beginn des 18. Jahrhunderts errichtet worden sein. Er hatte ein Fachwerk-Obergeschoss wie alte Ansichten zeigen (u. a. schönburgischer Stammbaum mit Schlossabbildung, um 1760).
Hier fand man Baureste einer ehemals im Erdgeschoss befindlichen Schlossküche/Hofküche aus dem 17. Jahrhundert. Deren Reste wurden archäologisch freigelegt und restauriert. Der Raum mit den Resten der Schlossküche kann zu besonderen Terminen (und bei Nachfrage von Besuchern über das Museum Schloss Hinterglauchau) besichtigt werden. Dieses Objekt in Schloss Forderglauchau ist Teil des Museums Schloss Hinterglauchau.
Bei der Erneuerung des Südflügels 1603 unter Augustus von Schönburg-Glauchau (1583–1610) soll die Hofküche eingerichtet worden sein. Bis um 1900 soll sie benutzt worden sein.
Siehe: Abbildung der Bäckerei/Schlossküche links im Panoramabild

#### Ehemalige Schlosskapelle in Forderglauchau

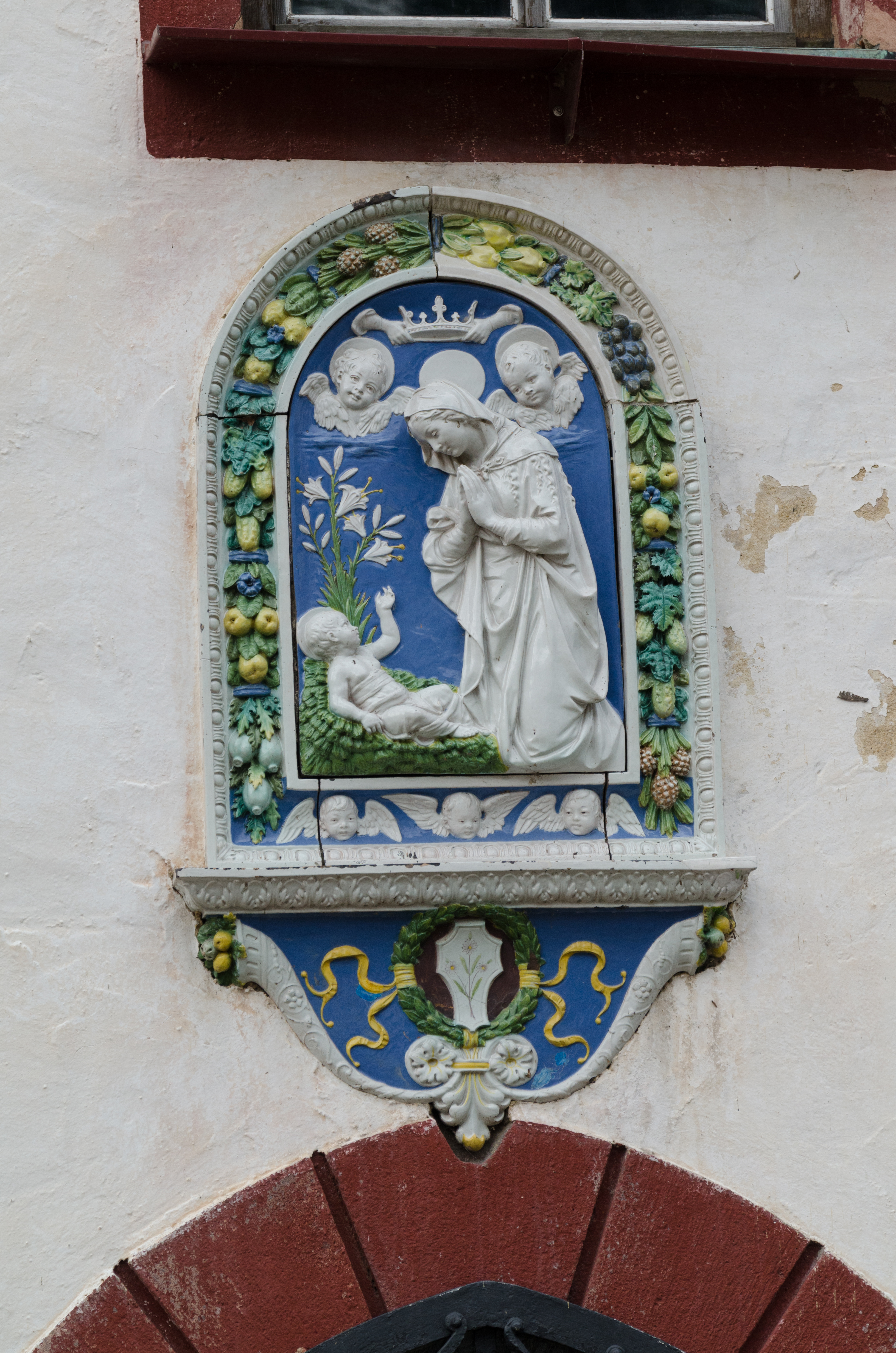
Maria ihr Kind anbetend, über dem Portal zur ehemaligen Kapelle, 2014

Zeitweise existierte auch eine Kapelle in Forderglauchau, von der sich über einem Portal mit Quader-Rahmung im Schlosshof (Nordseite Südflügel) noch ein gebranntes Tonrelief mit christlichem Figurenschmuck – Maria ihr Kind anbetend – stilistisch gefertigt nach Andrea della Robbia (1435–1525), wohl Ende 19./Anfang 20. Jahrhundert angebracht, erhalten hat. Diese Kapelle war ebenso wie die in Schloss Hinterglauchau der Heiligen Maria geweiht, was am erhaltenen Altar und der Tontafel zu ersehen ist. Die Kapelle soll 1869 als katholische Kapelle (neu?) eingeweiht worden sein.
Die ehemals im westlichen Teil des Südflügels von Forderglauchau gelegene Kapelle war ein einschiffiger Raum, an den sich nach Süden eine kleine schmale Sakristei anschloss. Ein zur ursprünglichen Ausstattung gehörender spätgotischer Flügelaltar, mit einer Marienkrönung im Schrein, befindet sich heute in der kleinen vorderen Seitenkapelle der Katholischen Kirche (Pfarrei „Mariä Himmelfahrt“, Geschwister-Scholl-Straße 34) in Glauchau. Der Altar zeigt zudem auf den Flügeln je zwei ganzfigurige Heilige (Schnitzwerke), zwei männliche im rechten Flügel und zwei weibliche im linken Flügel und in der Predella den Marientod. Dieser historische Altar ist nicht vollständig erhalten, fehlende Teile, bspw. der Rahmen, wurden restauratorisch ersetzt. Der Altar wurde in der Denkmalschutzliste des Landes Sachsen auf „um 1500“ datiert.

#### Ehemalige Pferdeställe
Im Erdgeschoss des Südflügels befanden sich früher Pferdeställe, die offenbar bis an die Hofküche und Kapelle heranreichten. Sie lagen also unterhalb der heutigen Musikschule. Diese Pferdeställe wurden bis Ende des 19. Jahrhunderts als solche genutzt. Heute (2020) existieren sie nicht mehr.

#### Brand des Südflügels 1945 und dessen Wiederaufbau
Am Sonnabend, dem 14. April 1945, wurde Schloss Forderglauchau von US-amerikanischer Artillerie in Brand geschossen, als offenbar Angehörige des Volkssturms (etwa 15 Arbeitsdienstmänner und mehrere Wehrmachtsoffiziere) versuchten, das Schloss gegen die anrückenden Amerikaner zu verteidigen. Der westliche Teil des Südflügels brannte ab. Ein Übergreifen des Brandes auf das Schloss Hinterglauchau konnte gerade noch verhindert werden. Der Beschuss war vom Schlosspark und von der Marienstraße aus erfolgt. Drei der jungen Angehörigen des Volkssturms kamen dabei ums Leben. Zu diesem Zeitpunkt waren in Forderglauchau viele Umsiedler (Vertriebene) einquartiert gewesen. Während der DDR-Zeit begann 1977 (oder 1978) eine Wiederherstellung des teilweise ausgebrannten Südflügels und denkmalpflegerische Maßnahmen am ganzen Schloss Forderglauchau. Dabei wurde im Obergeschoss des Südflügels ein repräsentativer Saal für Veranstaltungen und die Nutzung als Musikschule eingerichtet. Als Ersatz für die verbrannten Holzbalken wurden am 2. Mai 1978 mittels Hubschrauber lange Stahlträger in das Dachgeschoss eingeflogen. Dieser Wiederaufbau war 1982 abgeschlossen. Am 24. April 1982 wurde der neue Konzertsaal der Musikschule feierlich eröffnet.

### Kanzleigebäude, Gefängnis und nördlicher Eckanbau

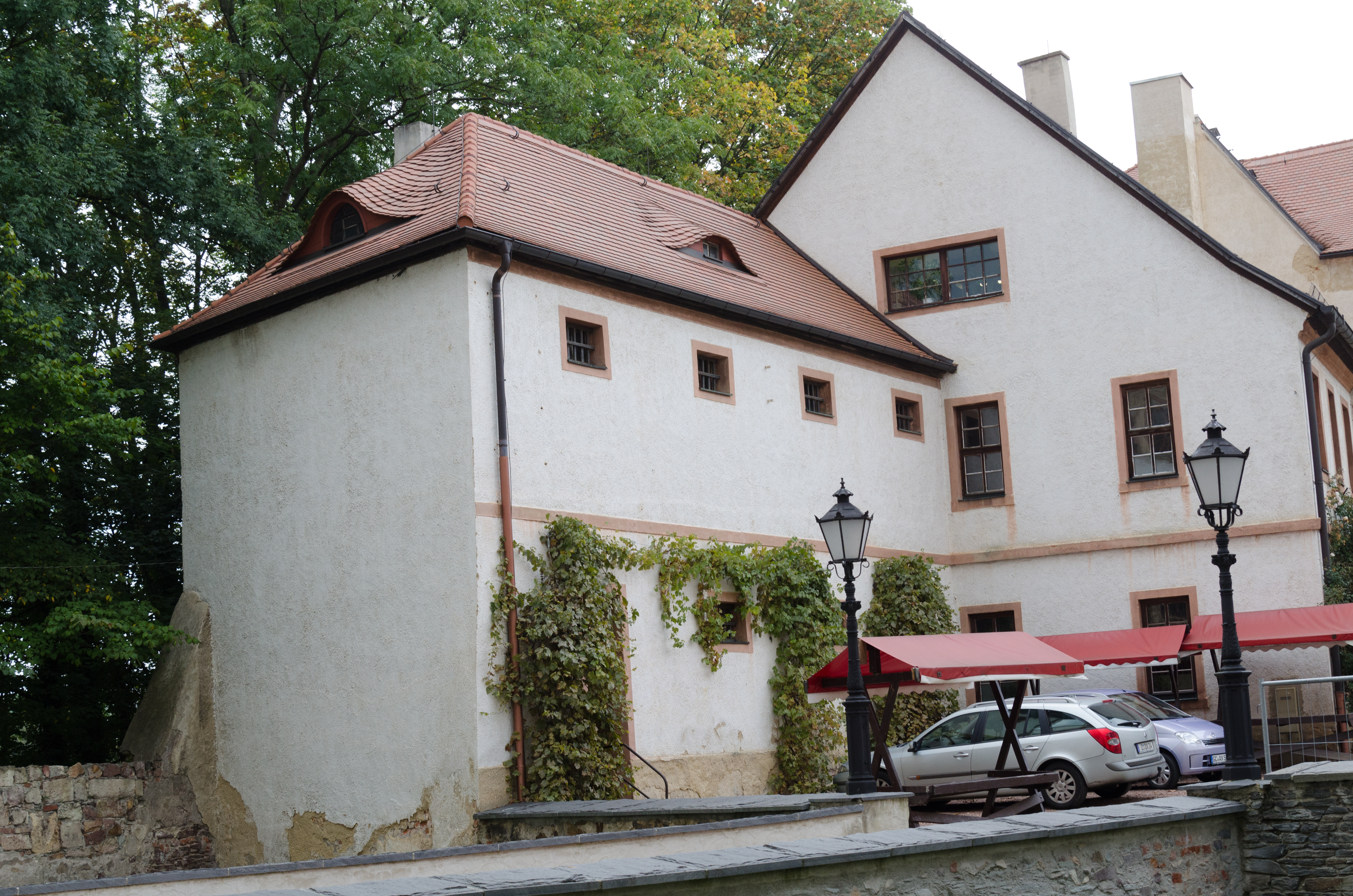
Herrschaftliches Gefängnis (links) mit dem Kanzleigebäude („Nordflügel“, rechts)

Ein Anbau am „Nordflügel“ Forderglauchaus war ein historisches Gefängnis. Der „Nordflügel“, ein Kanzleigebäude mit Remisen im Erdgeschoss, wurde 1799 zusammen mit dem Gefängnis errichtet. Zuvor existierte aber an der Nordseite schon der Eckanbau an den Ostflügel. Dieser Eckanbau stammt auch aus der Erbauungszeit Forderglauchau (Halbes Zwerchhaus am Treppenturm!) oder ist sogar in seinem Unterteil noch älter.
Das hiesige Gefängnis war kein städtisches Gefängnis, sondern eines der schönburgischen Herrschaft(en) Glauchau bzw. von deren Verwaltung in der Kanzlei. Die Stadt Glauchau unterhielt unabhängig ein eigenes Gefängnis, die Amts-Fronfeste, welche neben dem „vorderen herrschaftlichen Vorwerg“ nahe bei der Kirche Sankt Georgen befindlich war.

### Osttor, Südtor und brückenartiger Bogengang zum Schloss Hinterglauchau
Das Haupttor des Schlosses ist das Tor im Ostflügel Forderglauchaus, über dem sich heute der Lesesaal der Bücherei befindet. Die Zufahrt zum Schloss führt hier über den Forderglauchauer „Burggraben“ mittel einer gemauerten Bogenbrücke an dieses Tor heran.
Neben dem heutigen Haupttor im Ostflügel Forderglauchaus befindet sich im Südflügel eine zweite Torfahrt. Das hofseitige Renaissanceportal der Süd-Torfahrt hat eine Quader-Rahmung und zeigt darüber in einem volutenförmigen Schlussstein die Jahreszahl 1603. Diese verweist wohl auf eine Erneuerung beider Schlösser im Jahre 1603. Von diesem Tor aus führte ein Weg über die im Jahre 2019 in Restauration befindliche Hirschgrund-Brücke, eine historische Bogenbrücke über das schmale Tal „Hirschgrund“, nach Süden. Die erneuerte Hirschgrundbrücke wurde 2020 fertiggestellt. Der Hirschgrund schützte die Südseite beider Schlösser anstelle eines Grabens. Diese Süd-Torfahrt Forderglauchaus wurde um 2018 restauriert. An der Westseite des Südflügels schließt sich ein zweibogiger brückenartiger Bogengang an, der den Südflügel Forderglauchaus mit dem Schloss Hinterglauchau verbindet. Wie die Abbildung des Schlosses Glauchau von Wilhelm Gebhardt aus dem Jahre 1867 zeigt, war der brückenartige Bogengang früher zeitweise zugemauert – wohl aus statischen Gründen. Heute ist er wieder offen und stellt ein architektonisches Highlight der Glauchauer Doppelschlossanlage dar.
Die beiden Renaissanceportale der Osttoranlage (Ostseite und Hofseite) wurden wohl Anfang des 19. Jahrhunderts mit rotem Porphyrsand-Putz verputzt. Die original erhaltenen beiden Torflügel dieses Tores bestehen aus Eichenholzbohlen. Sie tragen noch immer eine Bemalung aus dem 18. Jahrhundert mit schönburgischem Wappen auf dem habsburgischen Reichsadler.

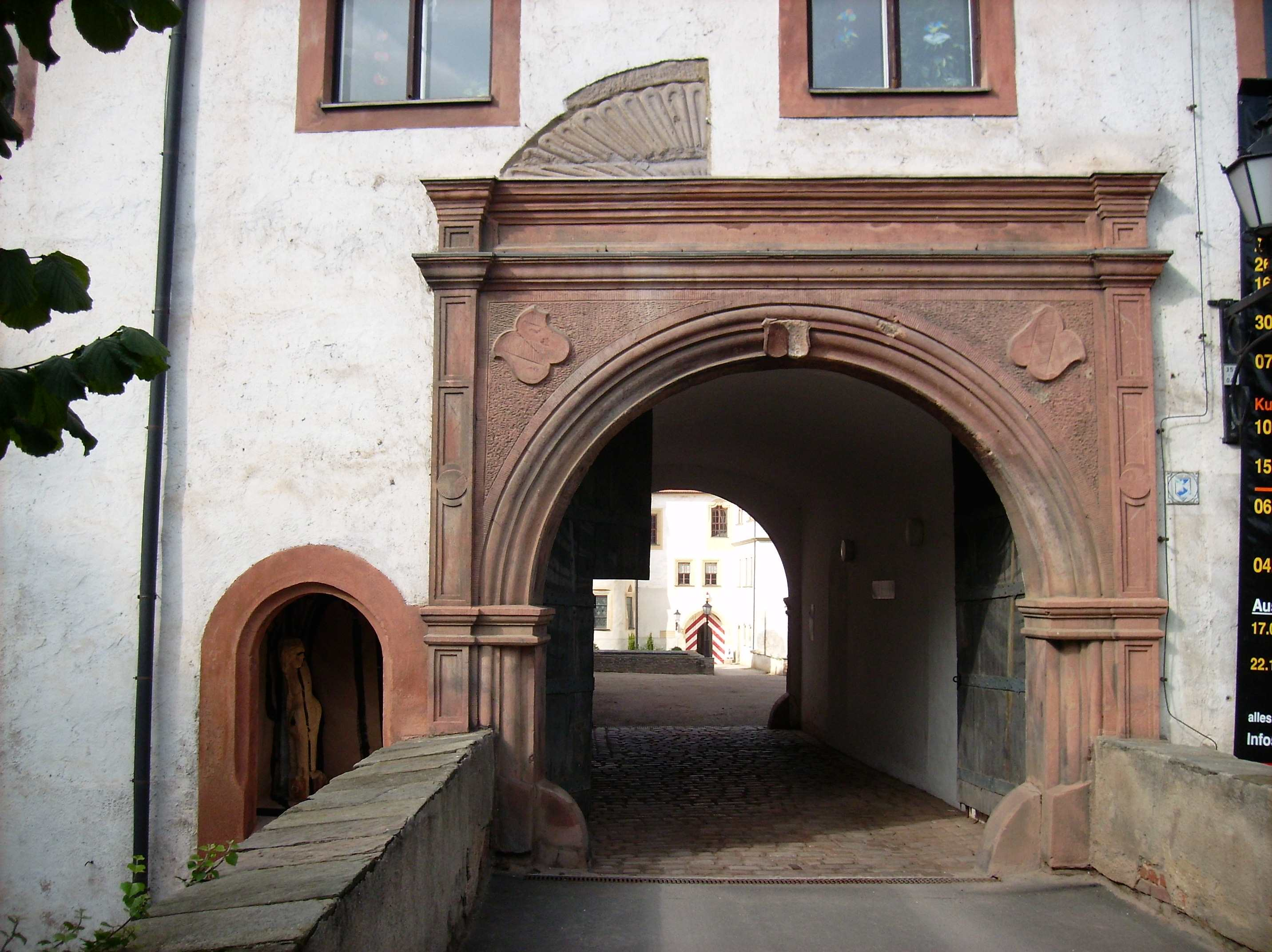
Details am Osttor (Ostansicht): drei schönburgische Wappen in beiden Zwickeln und im Scheitel des Tores und die ehemalige Schlupfpforte
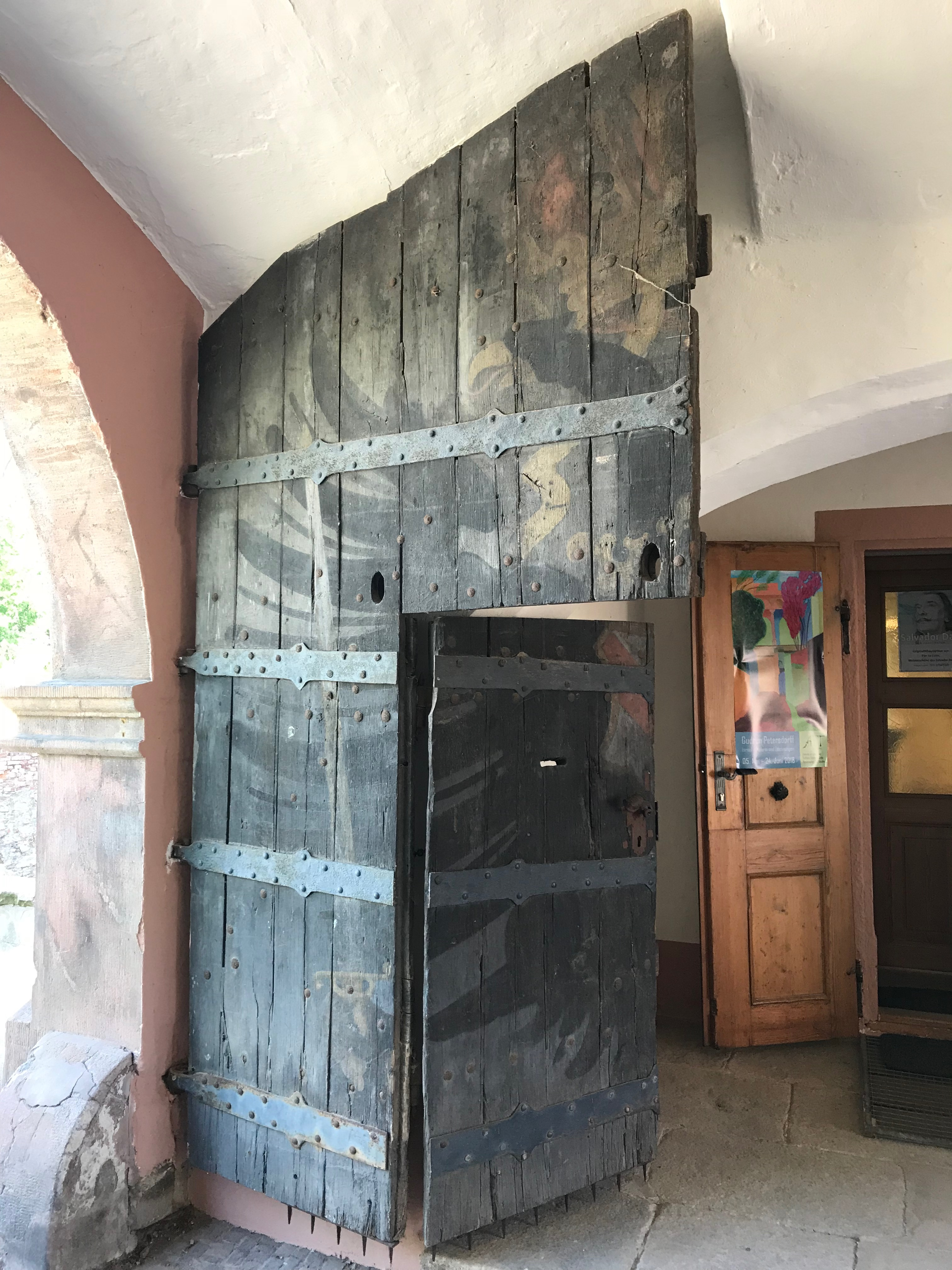
Ein Torflügel des Osttores mit habsburgischem Reichsadler[82] und schönburgischem Wappen darin (die Schönburger waren bis ins 17. Jh. reichsunmittelbar)
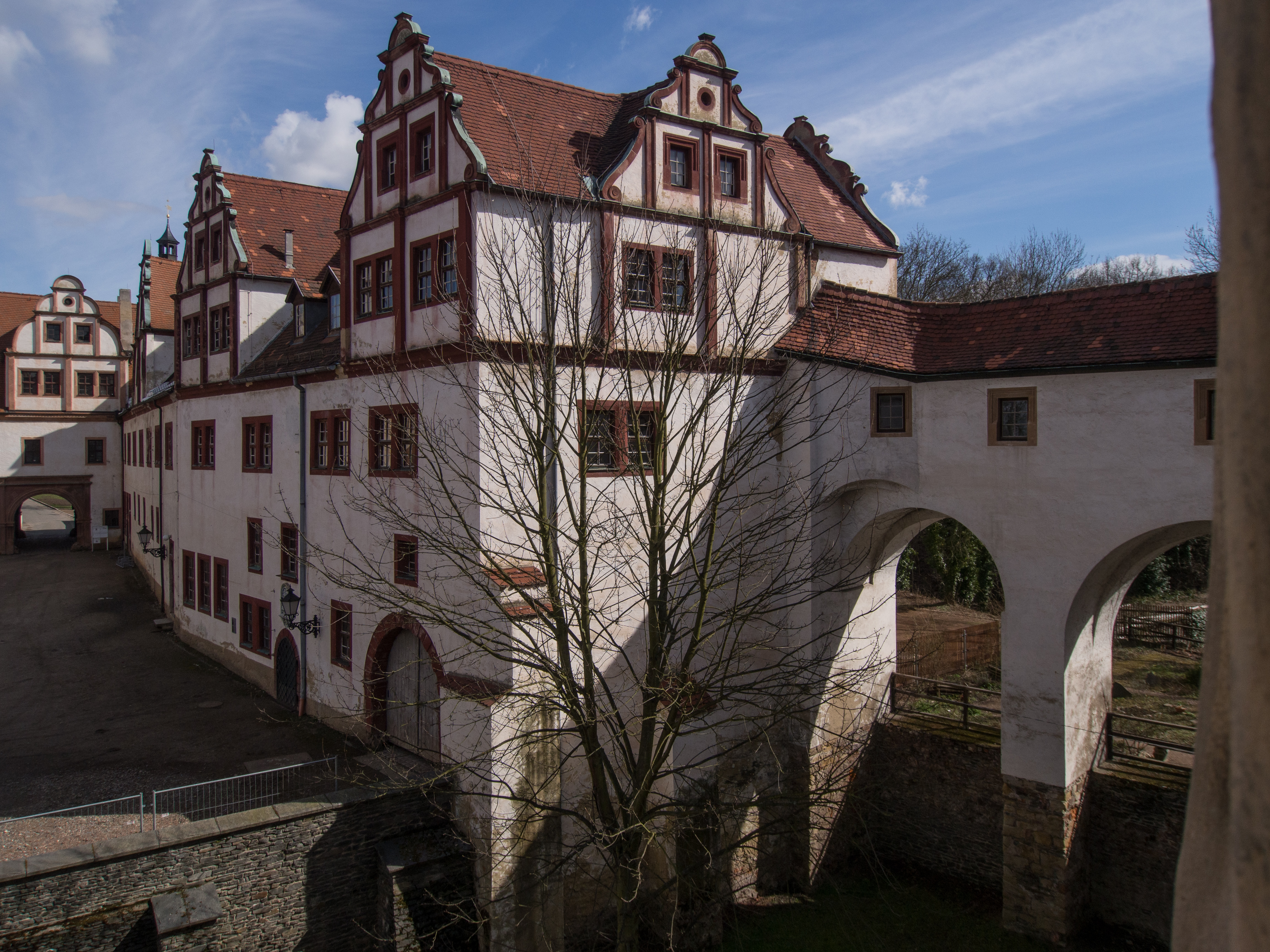
Schlosshof Forderglauchau: Osttor (links), Südtor (Bildmitte) und brückenartiger Bogengang (rechts) zum Schloss Hinterglauchau über dessen Burggraben
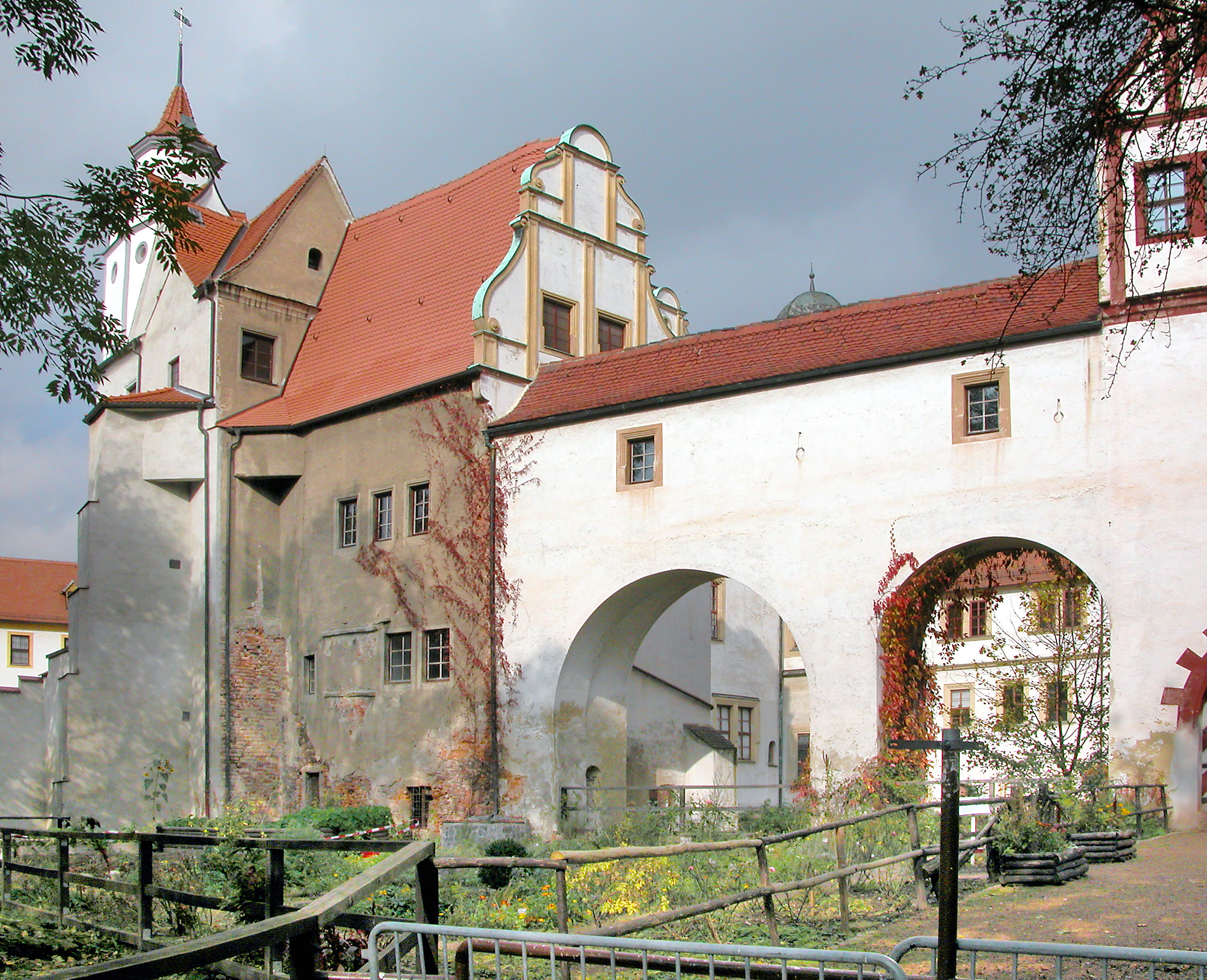
Südseite des brückenartigen Bogenganges (links: Schloss Hinterglauchau mit dem Treppenturm)

### Befestigungsanlage Forderglauchaus
Südseite und Nordseite sind durch steile Hänge natürlich geschützt. An der Südseite durch den Hirschgrund. Hier wird ein ehemaliges herrschaftliches Tiergehege vermutet, das dem Hirschgrund den Namen gab.
Der Schlosshof wird im Westen durch den ausgemauerten Halsgraben Hinterglauchaus mit der zweibogigen Brücke von Schloss Hinterglauchau abgetrennt. An der Ostseite (vor dem Ostflügel Forderglauchaus) befindet sich ebenfalls ein in den Fels geschlagener oder teilweise schon natürlich vorhanden gewesener Graben, der sogenannte Kurze Graben. Dieser östliche Graben stammt wohl noch von dem Vorwerk/Vorburg der ehemaligen Glauchauer Burg. Diese Vorburg befand sich anstelle des später errichteten Schlosses Forderglauchau. Von den Befestigungsanlagen dieser ehemaligen Vorburg stammt wohl auch die östliche Torfahrt Forderglauchaus mit der an der Ostseite noch heute sichtbaren (zugemauerten) Schlupfpforte. Hier waren an dieser Vorburg (in der Zeit der Gotik) sicher zwei Zugbrücken für Haupttor und Schlupfpforte vorhanden gewesen.
Vor dem Haupttor und an der Südostecke des Ostflügels überspannen zwei gemauerte Bogenbrücken den Zugang – über den östlichen Graben – von der Oberstadt ins Schloss Forderglauchau und an dessen Südseite vorbei bis zur Hirschgrundbrücke. Nördlich neben der Hauptzufahrt zum Schloss Forderglauchau befindet sich ein tief in den Felsen geschlagener Graben, wohl teilweise eine natürliche Schlucht – wie der Hirschgrund – gewesen. Hier verläuft die historische Straße Mühlberg durch diese Schlucht von der Oberstadt an Forderglauchaus nördlicher Ostseite vorbei abwärts zur Unterstadt. Ehemals befand sich hier in der Unterstadt unter der Nordseite von Schloss Forderglauchau die Schlossmühle (abgerissen nach 2000). Ursprünglich soll hier ein Stadttor –  am unteren Ende der Straße Mühlberg– gestanden haben, das Mühltor. Vom Mühltor führte eine Straße über die „Oberwasserbrücke“ nach Meerane und weiter nach Altenburg. Burg Glauchau (mit Vorburg/Vorwerk) waren höchstwahrscheinlich in die (nicht erhalten gebliebene) Befestigungsanlage der Stadt Glauchau mit diesem Stadttor eingebunden. Nach Errichtung der Stadtmauer war die Glauchauer Burg demnach eine Stadtburg. Von der Glauchauer Stadtbefestigung blieben nur einige Stützmauern in den die Oberstadt teilenden Schluchten erhalten.
Der ehemalige sogenannte Schlossgarten (heute praktisch ein Park) südlich beider Schlösser ist von Forderglauchau aus über die Hirschgrundbrücke direkt zugängig. Diese Brücke bestand schon 1799, wie alte Karten von Glauchau zeigen. Sie wurde Ende 2019/Anfang 2020 restauriert.

### Zwerchhäuser des Dachgeschosses

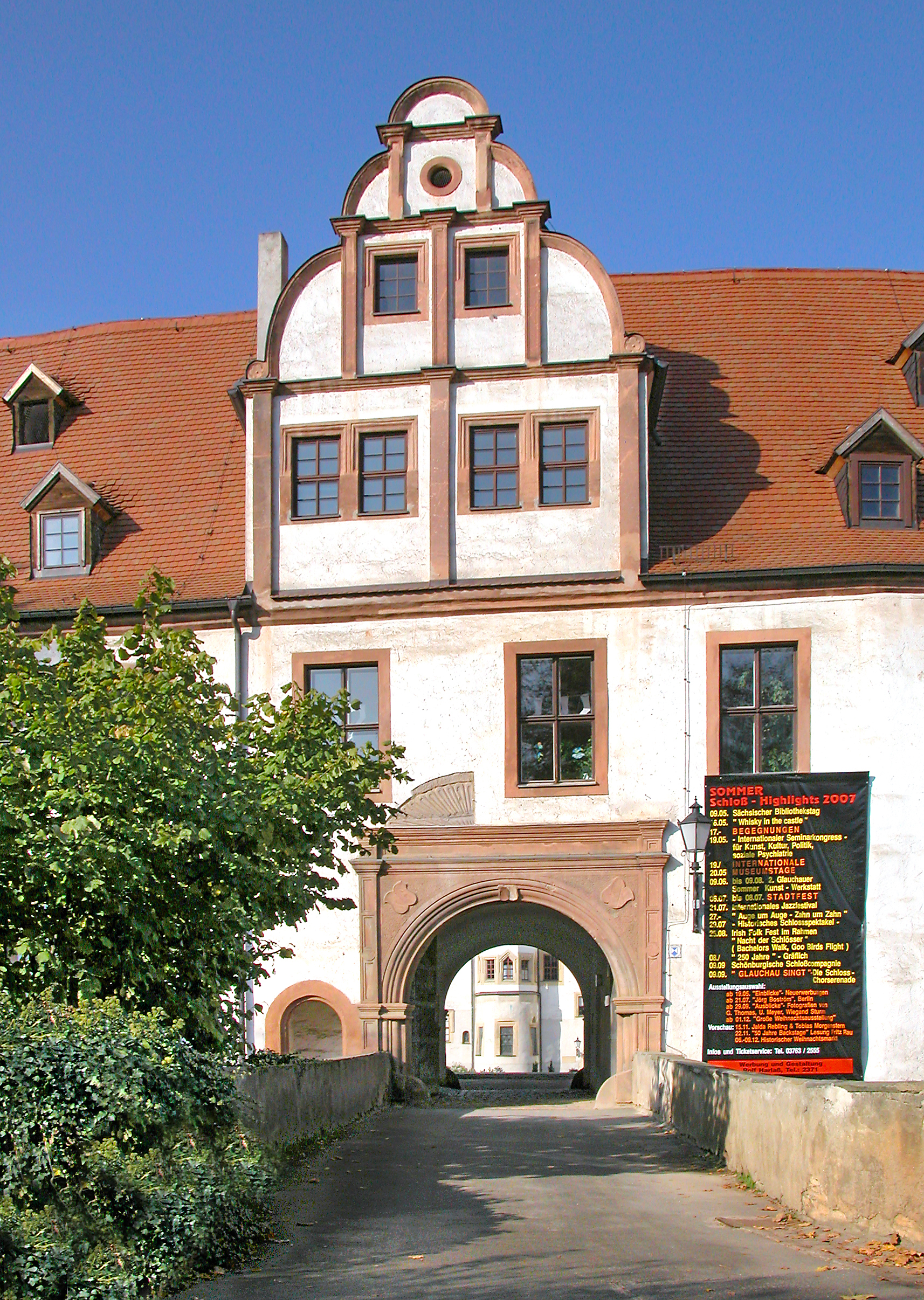
Zwerchhaus mit Giebel: gegliedert mit waagerechten Gesimsen, senkrechten Pilastern (Halbsäulen) und begrenzenden Halb- und Viertelkreisen

Charakteristisch für die nordeuropäische Frührenaissance im mitteldeutschen Raum sind die an Schloss Forderglauchau vorhandenen Zwerchhäuser mit ihren Blendgiebeln mit horizontalen Gesimsen, einer Pilastergliederung und Halb- und Viertelkreisen. Die Zwerchhäuser des Südflügels wirken breiter als die des Ostflügels, die des Südflügels sind außerdem von Voluten bekrönt. Die Zwerchhäuser des Südflügels entstanden wohl bei einer Schlosserneuerung im Jahre 1603 (Jahreszahl über der Torfahrt des Südflügels im Hof).
Da 1945 der westliche Teil des Südflügels nach Artilleriebeschuss abbrannte, und erst ab 1977 wieder hergestellt wurde, sind drei Zwerchhäuser dieses Flügels restauratorische Kopien der anderen.
Der Ostflügel weist an seiner Ostseite fünf, an der Hofseite zwei, der Südflügel an seiner Südseite drei Zwerchhäuser, an der Westseite (nach Hinterglauchau gerichtet) eines und hofseitig noch drei Zwerchhäuser auf.
Am Eckanbau („Nordflügel“) befindet sich neben dem Renaissance-Treppenturm ein halbes Zwerchhaus.

### Bemerkenswerte Bausubstanz in den Gebäuden
In der Torfahrt des Ostflügels beginnt ein nach Süden gerade aufsteigendes altes Treppenhaus, über welches der Erste Stock von Ostflügel (Bibliothek) und Südflügel (Musikschule) betreten wird. Es weist stark ausgetretene steinerne Stufen auf.
Die Torfahrt des Ostflügels ist erweitert zu einem „Raum“ mit zwei Arkadenbögen, die auf einer Rundsäule mit quadratischer Basis ruhen.
Im Inneren des Obergeschosses des Ostflügels befindet sich an dessen Westseite – also zum Hof zu – eine Galerie, deren zwischen den Fenstern befindlichen Wandflächen durch Arkadenbögen gegliedert sind. Diese Galerie (Flur) wird von der Bibliothek als Eingangsbereich genutzt und kann daher betreten werden. Die an die Galerie östlich angrenzenden Zimmer wurden im 18. und Anfang des 19. Jahrhunderts mit Stuck verziert. Auch sie werden von der Bibliothek genutzt. Zu diesen Räumen gehört auch der Lesesaal der Bibliothek. Er befindet sich nördlich über dem Tor im Ostflügel (an dessen Ostseite) und enthält einen Kamin mit einem schönburgischen Wappen darüber sowie spiegelsymmetrisch (zur Tür in dieser Wand) angeordnet einen Wandschrank über dem sich ein zweites identisches Wappen befindet. Auch seine Decke ist mit Stuck verziert.
Die Baureste einer ehemals im Erdgeschoss des Südflügels befindlichen Schlossküche aus dem 17. Jahrhundert wurden archäologisch freigelegt und restauriert. Die Schlossküche kann zu besonderen Terminen (und über das Museum Schloss Hinterglauchau) besichtigt werden.
Im Erdgeschoss des nördlichen Teiles des Ostflügels gibt es noch einen Raum – 1981 als Heizungsraum genutzt – mit Kreuzgratgewölbe, welches von einem kräftigen Rundpfeiler getragen wird (vermutlich Ende des 15. Jahrhunderts). Dieser Raum wird heute als Weißes Gewölbe betitelt. Er hat Fenster an der Ostseite des Ostflügels. Im darüberliegenden Raum haben sich gekehlte Balkendecken aus der Zeit um 1500 enthalten, und ebensolche auch im ehemaligen „Gartensaal“ in der Südseite des Ostflügels. in dessen Erdgeschoss. Der an das Weiße Gewölbe anschließende Raum an der Nordostecke des Schlosses Forderglauchau hat ebenfalls ein Kreuzgratgewölbe, aber keine tragende Säule. Diese Teile müssten somit Bestandteil der ehemaligen Vorburg oder eines Vorwerks der Glauchauer Burg – aus der Zeit der Spätgotik – gewesen sein, da sie vor den Zeitpunkt des Schlossneubaus von Forderglauchau (1524–1534) datieren. Westlich neben dem Gartensaal befindet sich in einem Raum eine Säule aus Rochlitzer Porphyr mit Kelchkapitell und achteckiger Basis, die wohl auch noch aus der Zeit vor der Erbauung von Forderglauchau stammt.
Diese Säule stützt hier Teile der stark durchgebogenen Balkendecke, die auch in diesem Raum vorhanden ist. Der Gartensaal reicht von der Südostecke Forderglauchaus bis zur Torfahrt des Osttores und wird heute von der „Galerie art gluchowe“ genutzt. Der Gartensaal hatte ehemals eine Tür an der Südseite Forderglauchaus, als Ausgang zum Garten des Schlosses, die heute vermauert ist. Der heutige Gartensaal wird durch eine dünne Wand von dem benachbarten Raum mit der Säule abgetrennt. Diese Wand wurde hier offenbar zu einem jüngeren Datum nachträglich eingezogen und teilte den älteren Gartensaal in einen neuen Saal und einen Raum mit Säule.

### Kellergänge von Forderglauchau
Zu unterscheiden sind hier Kellerraum (oder Räume?) und die tiefer liegenden Kellergänge.
Über die Kellergänge dieses Schlosses wurde kaum etwas publiziert. Angeblich sollen Teile mit Beton verfüllt worden sein, da sie von Einsturz bedroht waren. Eine Quelle von 1988 sagt aber anderes aus (sinngemäß zitiert):
Von einem Kellerraum (der sich neben dem Treppenturm befindet) aus sind die Kellergänge über eine absteigende Treppe erreichbar. Die Treppe wird durch einen anschließenden Gang verlängert. Von diesem zweigen zwei Kellergänge nach rechts ab. Alle Kellergänge weisen seitliche Nischen auf. Die beiden abzweigenden Kellergänge sind durch drei Nischen miteinander verbunden. Vom östlichen der beiden abzweigenden Kellergänge zweigt etwa in seiner Mitte ein nischenloser diagonaler Gang ab. Dieser führt bis außerhalb von Schloss Forderglauchau. Dort bestand (oder besteht?) ein Ausgang dieses Ganges. Da im Treppenzugang kein Luftzug (1988) feststellbar war, schlussfolgerte man, dass der aus dem Schlossareal herausführende Gang Forderglauchaus komplett verbrochen sein muss.
Teilweise wurden die Kellergänge (in der DDR-Zeit?) mit Spritzbeton gesichert. Dennoch sind einige Stellen an den Firsten oder an den Stößen ausgebrochen (inklusive Spritzbetonschale), so dass diese Gänge an einigen Stellen verbrochen sind und teilweise unzugänglich wurden (Zustandsbeschreibung 1988).
Ebenso wie die Ganganlage von Hinterglauchau befindet sich die von Forderglauchau im Rotliegenden. Dieses zusammengepresste Konglomerat hat aber unter Schloss Forderglauchau nur eine geringe Tragfähigkeit.
Eine Verbindung der Kellergänge von Hinterglauchau und Forderglauchau hat nie bestanden. Nach Wolf-Dieter Röbers Einschätzung wurden die Kellergänge Forderglauchaus erst nachträglich nach dem Bau des Schlosses als reine Wirtschaftskeller angelegt.

## Heutige Nutzung
Das Schloss Forderglauchau wird als Kreismusikschule Clara Wieck des Landkreises Zwickau und Stadt- und Kreisbibliothek Georgius Agricola (im Obergeschoss des Ostflügels über der Torfahrt sowie im Obergeschoss des Nordanbaus) genutzt. Im südlichen Teil des Ostflügels (mit dem Schlosstor) befindet sich noch die „Galerie art gluchowe“ im sogenannten Gartensaal, in der zu besonderen Terminen Kunstausstellungen des Museums von Hinterglauchau stattfinden. Der Verein Gräflich Schönburgische Schloßcompagnie nutzt ebenfalls Räume im Schloss Forderglauchau. Es wurde eine „historische Wachstube“ im „Nordflügel“ (Anbau) von Forderglauchau nachgestaltet, die an die historische Funktion der Schlosscompagnie, eines Wachbataillons (Schlosswache) erinnern soll und zu besonderen Terminen besichtigt werden kann.
Ein Hausmeister, der für beide Schlösser zuständig ist, hat ein Büro im nördlichen Teil des Ostflügels von Forderglauchau.

### Vermietung des Konzertsaales
Der regulär von der Musikschule – im Obergeschoss des Südflügels – genutzte Konzertsaal wird von der Stadt Glauchau für private Feiern vermietet.

### Vermietung desWeißen Gewölbes
Im nördlichen Teil des Ostflügels befinden sich an dessen Ostseite das sogenannte Weiße Gewölbe sowie ein an dieses angrenzender Raum an der Nordostecke des Schlosses. Beide Räume haben ein Kreuzgratgewölbe aus der Zeit der Spätgotik. Das Deckengewölbe im Weißen Gewölbe wird von einer spätgotischen Rundsäule getragen. Das Weiße Gewölbe und sein Nebenraum werden von der Stadt Glauchau für private Feiern vermietet.

## Einzigartige Glauchauer Doppelschlossanlage
Nur aus dem Luftbild erschließt sich heute die Ausdehnung der beiden – zu einer in Sachsen einzigartigen Doppelschlossanlage zusammengebauten – Schlösser Forderglauchau und Hinterglauchau. Besucher, die Glauchau aus Richtung Crimmitschau oder Zwickau per PKW erreichen, sehen die Schlossanlagen aus der Ferne kaum, da sie heute (2019) an Nordseite, Westseite und Teilen der Südseite mit vielen hohen Bäumen umwachsen sind. Die Doppelschlossanlage wäre eigentlich aus südlicher Richtung (Parkanlage neben dem Hirschgraben) ebenerdig sichtbar, doch auch hier versperrt starker Baumbewuchs vor allem im Bereich Hinterglauchaus den Blick auf die Gesamtanlage.
Im Jahre 2004 feierte das Glauchauer Museum (heute Museum und Kunstsammlung Schloss Hinterglauchau) seinen 120. Geburtstag. Dazu wurde eine Luftbildkarte der Doppelschlossanlage herausgegeben.

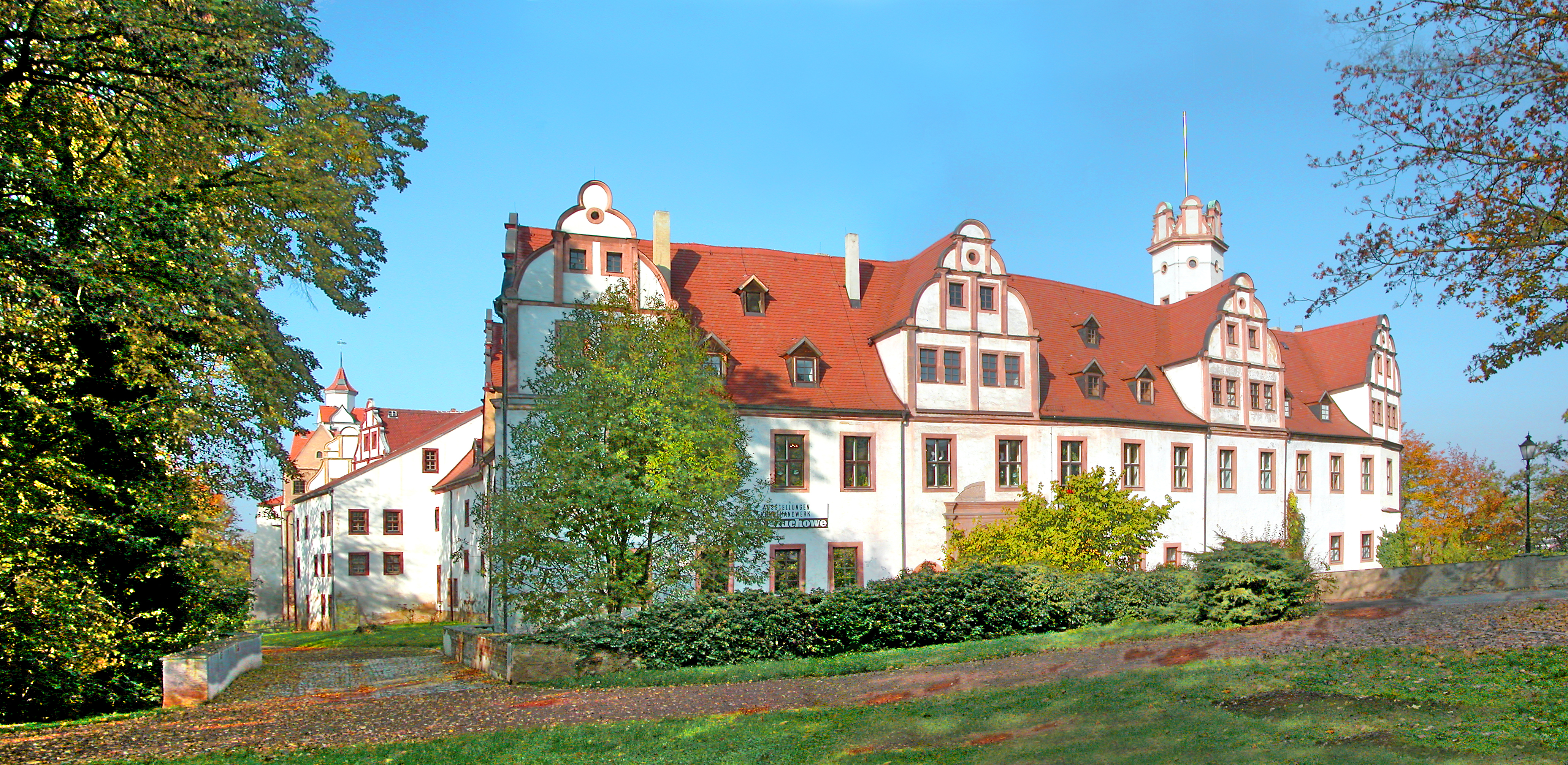
links: Blick an Forderglauchaus Südflügel mit dem vorspringenden ehem. Küchenbau/Bäckerei vorbei nach Schloss Hinterglauchau
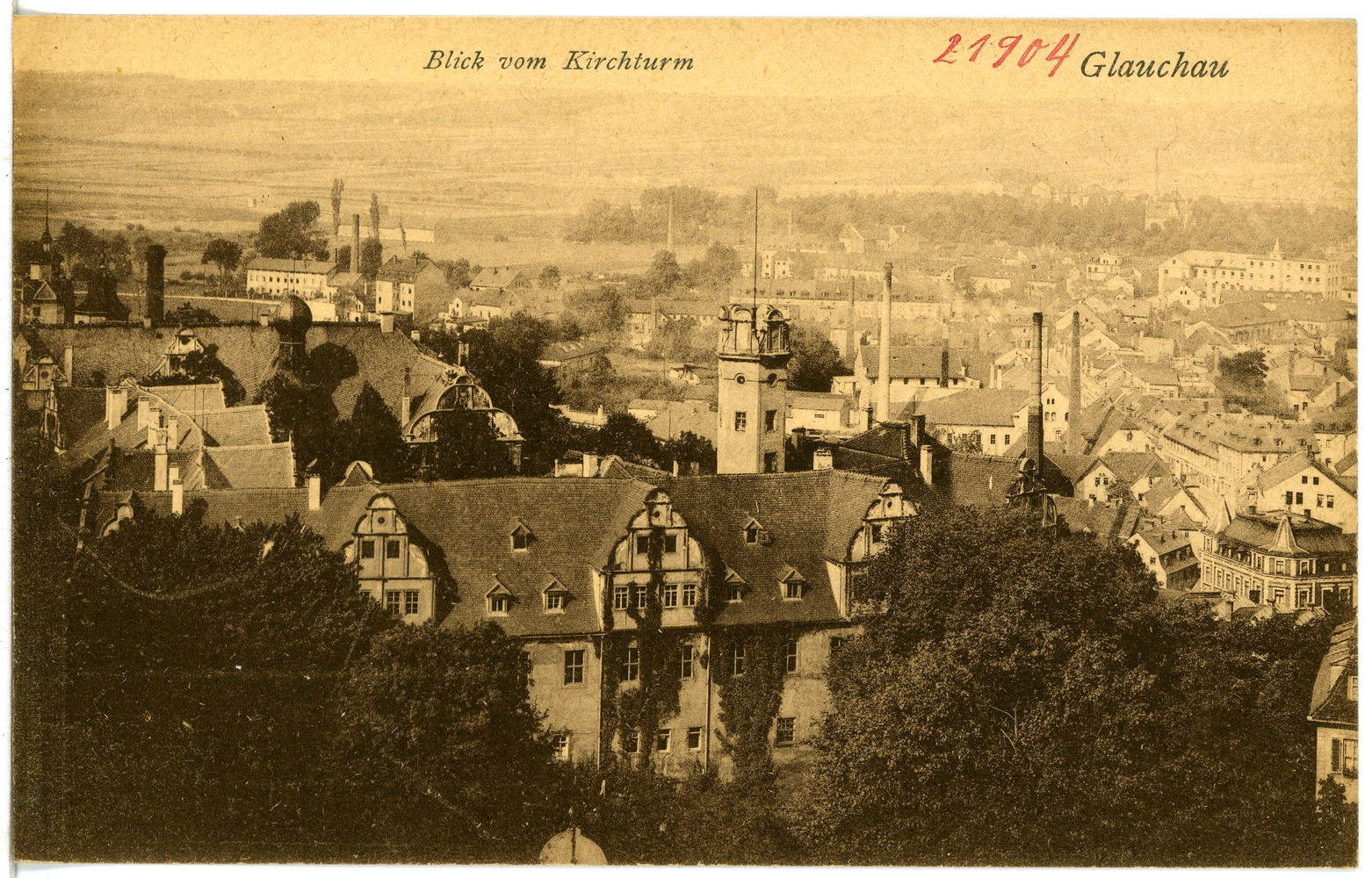
Blick über die Doppelschlossanlage im Jahre 1921
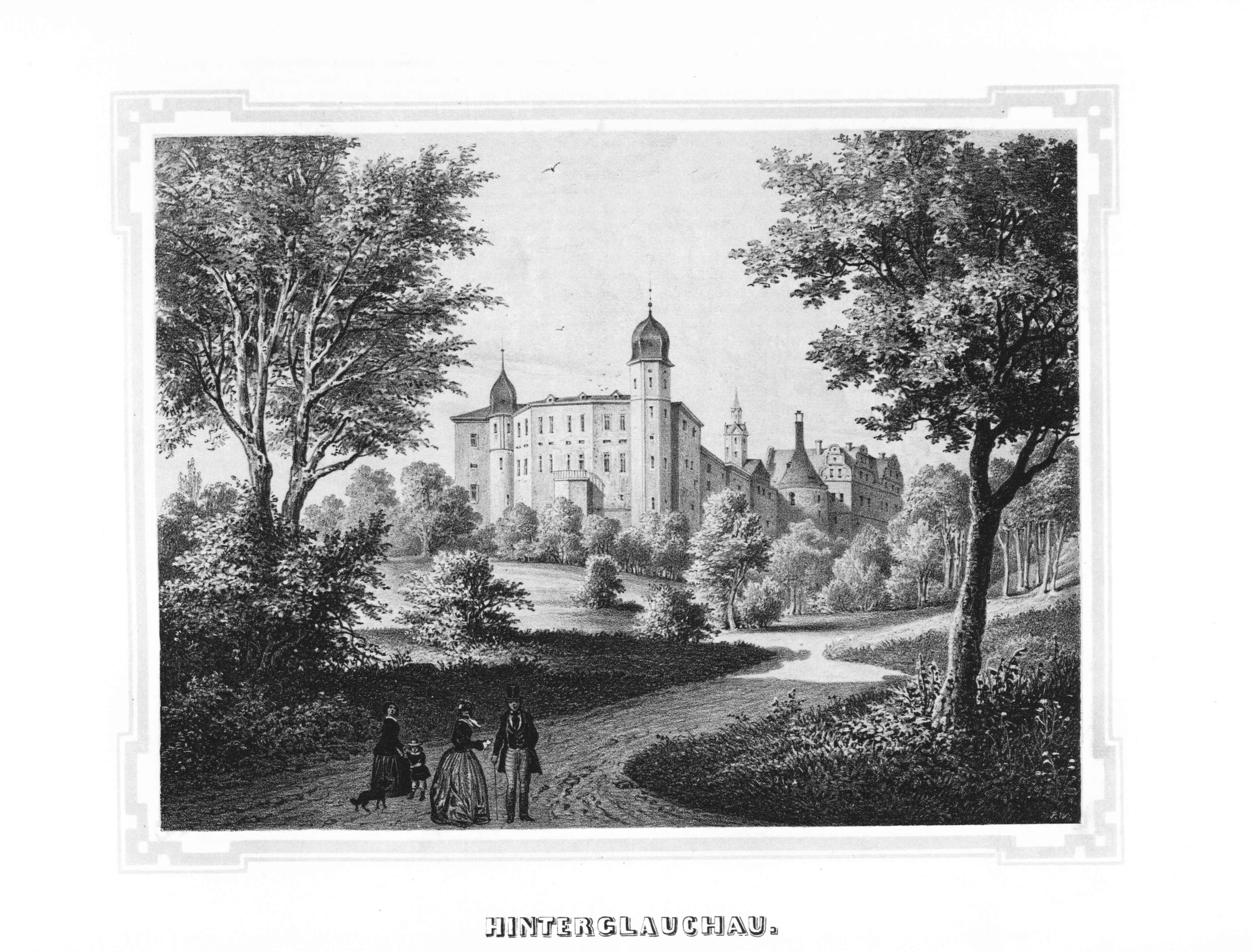
Schloss Hinterglauchau (links) mit ehem. Rondell (Bäckerei Hinterglauchaus mit Schornstein) und Schloss Forderglauchau (rechts), um 1856
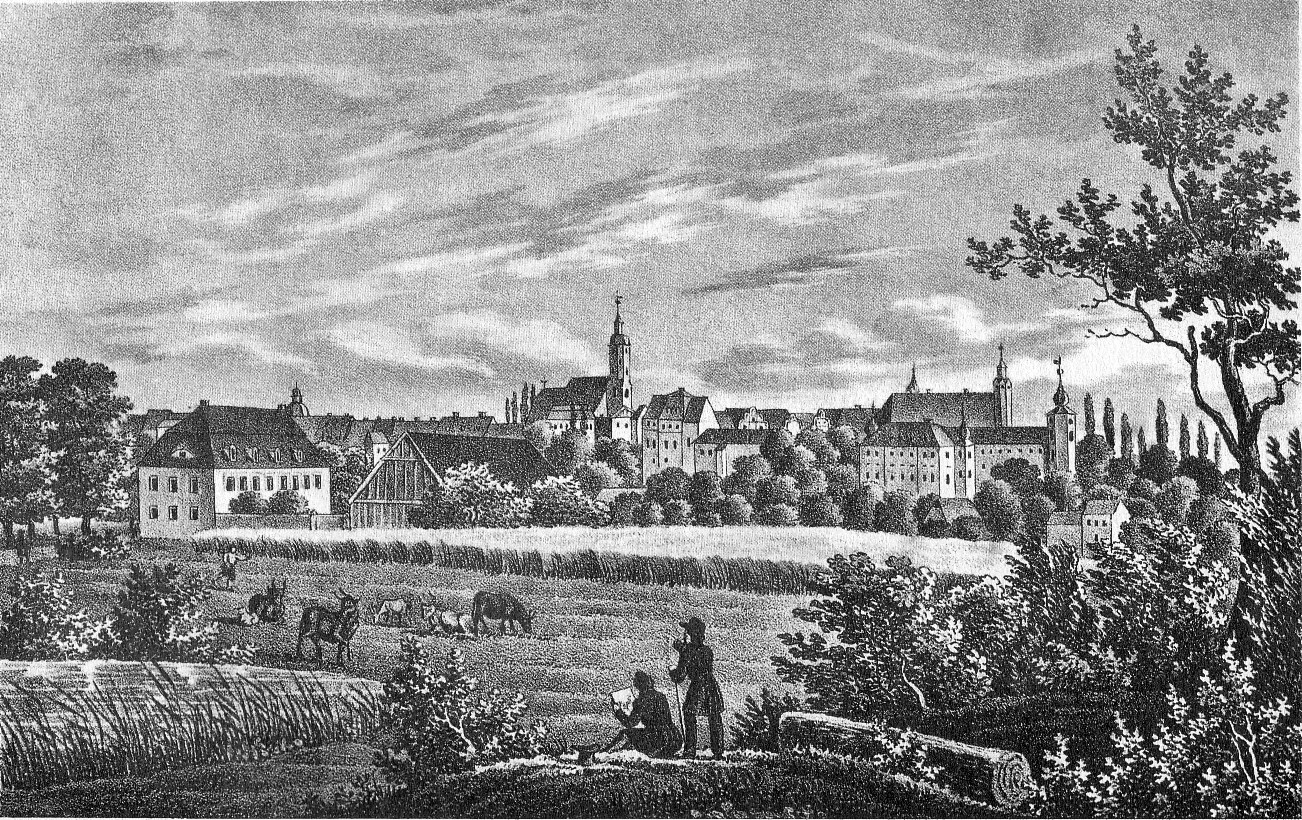
Glauchau vor 1836[93] (Stahlstich): Nordflügel Forderglauchaus (Bildmitte) und Nordflügel Hinterglauchaus (rechts) mit Turm der Nordwestecke des Nordflügels, dahinter Treppenturm der Südostecke des Hofes

Eine ähnliche „Mehrfachschlossanlage“ der Renaissance ist größtenteils ruinös auf Schloss Mansfeld (Schlösser Vorderort, Mittelort und Hinterort) in Sachsen-Anhalt erhalten geblieben.
Ursprünglich war die Waldenburger Schlossanlage der Schönburger auch eine Doppelschlossanlage der Renaissance, bestehend aus „hinterem Schloss“ (Frührenaissancebau mit Bergfried der Waldenburger Burg) und „vorderem Schloss“ (wohl jüngerer Renaissancebau), getrennt durch einen Graben.
Diese ehemalige Waldenburger Doppelschlossanlage ist auf einem schönburgischen Stammbaum – entstanden zwischen 1600 und 1760 – noch abgebildet. Diese Schlösser wurden 1783 (hinteres) und ab 1848 (vorderes) abgerissen. Anstelle des hinteren Schlosses sind einige später neu errichtete Kanzleigebäude und der Bergfried der Burg erhalten geblieben sowie ein versetztes Portal am Eingang in den Grünfelder Park. Anstelle des „vorderen Schlosses“ befindet sich seit 1859 das neue neoromanische Schloss Waldenburg.

### Bedeutung für die Schönburger
Mit Errichtung von Schloss Forderglauchau entstand bis 1534 die Glauchauer Doppelschlossanlage. Wohl zeitgleich oder auch etwas später entstand in Waldenburg die Waldenburger Doppelschlossanlage. Aber das dortige hintere Schloss brannte 1619 aus, wurde nicht mehr genutzt und ab 1783 abgerissen. So dass dort nach 1783/1840 nur noch das „vordere Renaissanceschloss“ existierte.
Waldenburg und Glauchau waren Hauptresidenzen der Herren von Schönburg. Daher blieben Glauchau und teilweise auch Waldenburg bei Erbteilungen oft in gemeinsamen Besitz der verschiedenen schönburgischen Herren.
1590 verkauften die Schönburger die Herrschaft Geringswalde mit ihrem Hauskloster an die Wettiner. Spätestens nun waren Glauchau und Waldenburg Hauptresidenzorte.
In der schönburgischen Residenzstadt Glauchau, die im Jahre 1550 bereits etwa 1350 Einwohner hatte, und insbesondere in Schloss Forderglauchau saßen schönburgische Kanzleien/Regierungsbehörden, zeitweise eine „Schönburgische Gesamtregierung“, bis diese Behörden als Folge der Rezesse mit Kursachsen zwischen 1740 und endgültig 1779 nach dem Teschener Frieden aufgelöst wurden.
Die Glauchauer Doppelschlossanlage war somit der wichtigste Schlossbau und zentraler Verwaltungs- und Repräsentationsbau der Schönburger in ihren – innerhalb Sachsens gelegenen – Schönburgischen Herrschaften, bis zu deren rechtlicher Eingliederung in Kursachsen 1779.

### Matthäus Merians Urteil über die Glauchauer Schlossanlage
1650 beschrieb der Kupferstecher und Verleger Matthäus Merian (1593–1650) Stadt und Schloss Glauchau folgendermaßen:

„Dieses Städtlein […] ist zwar klein, aber das Schloß ist lustig.“

### Historische Abbildungen
Die nachfolgend genannten Titel und Lebensdaten der Künstler stammen weitgehend aus der Sonderausstellung „Stadt-Land-Fluss: Eine Reise entlang der Zwickauer Mulde“, gezeigt vom 17. Mai bis 30. August 2020 in Museum Schloss Hinterglauchau, in der die verschiedenen Abbildungen der Glauchauer Schlösser und anderer schönburgischer Schlösser im Tal der Zwickauer Mulde gezeigt und betitelt/erläutert wurden.
Für bereits publizierte Ansichten werden die Quellen, in denen sie abgedruckt wurden, einzeln benannt.
- um 1470: Ölgemälde – datiert um 1470 – der Burg Glauchau (hinteres Schloss vor dem Bau von Schloss Forderglauchau), Original in Schloss Rohnstock in Polen.[102] Künstler unbekannt. Eine Schwarzweiß-Abbildung davon wird in einer Vitrine der Mineralienausstellung (Raum mit den Biografien etlicher Gelehrter) in Schloss Hinterglauchau in einem aufgeschlagenen sehr alten Buch gezeigt. Zu sehen ist hierauf auch die ehemalige Vorburg/das Vorwerk.
- zwischen 1600 und spätestens 1760 geschaffen: Darstellung beider Schlösser in Südansicht auf einem alten schönburgischen Stammbaum, Tusche/Federzeichnung, teilcoloriert. Hier sind noch ein Wehrgang, ein sechseckiger Turm und die Turmküche sowie ein spätgotischer Treppengiebel am Westflügel von Hinterglauchau zu sehen (Original im Besitz des Museums Hinterglauchau),[103][104][105] farbige Detaildarstellung (nur Hinterglauchau) davon:[106] Künstler unbekannt.
- 1765: Titel „Hoch Reichs-Gräfliche Schoenburgische Haupt-Stadt GLAUCHAU von der Abend-Seite“, Radierung von Giuseppe Carlo Zucchi (1721–1805). Ansicht beider Schlösser und der Stadt mit der Georgenkirche von Norden.
- um 1775: Titel „Hoch Reichsgräf.Schönb.Residentz Stadt Glauchau“. Kupferstich von Johann Friedrich Käuffler. Teil der „Kundschaft des Grafen Ludwig von Schönburg-Hinterglauchau (1762–1842) … an einen Gottfried Rauschenbach (geb. 1786), Urkunde zu dessen Geburt“.
- ca. 1790–1800: drei colorierte Umrissradierungen von Carl Otto:
  - Titel „Ansicht des Hinterschloßses beim Badehäußchen“ (Südwest-Ansicht mit sechseckigem barockem Treppenturm des Westflügels, ruinösem Rondell/Turmküche mit Schornstein sowie Hirschgrundbrücke).
  - Titel „Ansicht des Vorderschlosßes“ von der Bäderwiese aus. Nordostansicht, teilcoloriert.
  - Titel „Schloss Vorder- und Hinter-Glauchau vom Röhrensteig“ aus gesehen, Nordansicht in Farbe.
- wohl um 1800 (?): unbetitelte/unbeschriebene Ansicht des Schlosses Forderglauchau von Osten mit Palais (rechts) und (links) einem Gebäude des östlichen Vorwerkes der Herrschaft Forderglauchau.[107]
- Oktober 1824: Titel „Die Innenstadt mit den gräflichen Schlössern und dem Wehrdigt“, Diorama/Aquarell in Deckfarben, von Theodor Kyber (1789–1879).
- um 1830, Titel: „Ansicht von Glauchau“, kolorierte Lithografie, Nordansicht von Glauchau mit Vorstadt, beiden Schlössern und Georgenkirche, von C. Prohaska.
- 1834: Titel „Glauchau von der Abendseite“, Ansicht von Stadt, Vorstadt und beiden Schlössern von Norden, gefertigt in Klebetechnik/Diorama/Aquarell in Deckfarben von Eduard Schilling.[108]
- um 1840: Titel „Glauchau“, Ölgemälde auf Leinwand, Gustav Täubert (1817–1913).
- um 1840: Titel „Ansicht der Stadt Glaucha“ (ohne u!), Radierung, Gustav Täubert (1817–1913).
- um 1840: „Glauchau“, Lithografie von Friedrich August Fricke (1784–1858) nach einer Zeichnung von Act. Ranjie.
- 14. März 1845: „Ansicht von Glauchau“, kolorierte Lithographie von Ferdinand Berger. Nordansicht mit beiden Schlössern.
- um 1850: Stahlstich von Glauchau, Panoramaansicht von Norden mit beiden Schlössern, unbekannter Künstler.[109]
- um 1855 (in älteren Quellen als um 1840 benannt): Südansicht beider Schlösser, Gouache von Friedrich August Wünschmann (1819–1889). Hier ist noch die „Turmküche“/Rondell mit dem Schornstein darauf – als Teil von Schloss Hinterglauchau – zu sehen.[110][111]
- um 1860: „Glauchau“ (Lithografie mit 22 Teildarstellungen) von Carl Wilhelm Arldt (1809–1868), nach Zeichnungen von Hermann Preusker angefertigt.
- 1867: Titel „Tableau von Glauchau“, Panoramabild der Stadt Glauchau mit beiden Schlössern von der Nordseite her gesehen, Gouache von Friedrich August Wünschmann (1819–1889).[112]
- 1867: mehrere Aquarelle von Wilhelm Gebhardt (1827–1893) in seinem Mappenwerk Die Schoenburgschen Schloesser:[113]
  - Schloss Forderglauchau mit Vorplatz nach Abriss des Vorwerkes.[114][115] (gemeint ist das nach 1799 abgerissene Vorwerk der Herrschaft Forderglauchau, ehem. gelegen zwischen Schloss Forderglauchau und der Georgenkirche, im Vordergrund sind Personen und ein mit Baumstämmen beladenes Pferdefuhrwerk abgebildet).
  - Schloss Hinterglauchau mit sogenanntem Bärenzwinger (Südostansicht).
  - Titel „Die Innenstadt mit den gräflichen Schlössern und dem Wehrdigt…“. Nordansicht von Stadt und Schlosskomplex sowie mit Unterstadt Wehrdigt.
  - Schloss Hinterglauchau von Süden.
- um 1867: Titel „Tableau von Glauchau“, Lithografien nach Zeichnungen von Friedrich August Wünschmann, 22 Darstellungen, teilweise mit den Schlössern, geschaffen in Berlin durch Wilhelm Loeillot (1804–1881).
- um 1870: „Glauchau von Gesauer Berge aus gesehen“, Lithografie von Ludwig Blau, in zehn Teildarstellungen.
- um 1870: Titel: „Briefbogen mit Tableau von Glauchau“, kolorierte Lithografien von G. Wehnert. Inspiriert durch F. A. Wünschmann.
- ca. 1870–1880: Titel „Glauchau“, Lithografie von Carl Fürsorge (1840–1906).
- um 1870–1880: SW-Fotografie der Südseite des Schlosses Hinterglauchau, von der Hirschgrundbrücke aus gesehen, aufgenommen vom Fotografen Hermann Heckmann (geb. 1836 Berlin), der zeitweise in Glauchau lebte.[116]
- Juli 1872: Titel „Hof in Glauchau“, Hofseite des neu errichteten neogotischen Südflügels von Schloss Hinterglauchau mit dem Renaissance-Treppenturm und einer Kalesche, Aquarell geschaffen von Gräfin Gabriele von Schönburg-Hinterglauchau (1824–1917).[117]
- Ende 19. Jahrhundert: „Schloß Glauchau um 1800“, Südansicht beider Schlösser, Tusche/Aquarell inspiriert nach der Abbildung auf dem schönburgischen Stammbaum, Künstler unbekannt.
- wohl um 1900: Fotografie der Ostseite des verlängerten Nordflügels mit dem Erker an Schloss Hinterglauchau, Abbildung der beiden Landsknechte als Sgraffito neben dem Erker. (Original in der Deutschen Fotothek Dresden).[118] Fotograf unbekannt.
- um 1940: Aquarelle mit Kohle des Glauchauer Malers Friedrich Lindig (1892–1968):
  - Schloss Forderglauchau – Treppenturm.
  - Partie am Schloss Hinterglauchau.
- von etwa 1920 bis 1945: etliche Fotografien auf Postkarten von den Schlössern Hinterglauchau (meist Ostflügel, Ostseite) und Forderglauchau (meist Ostflügel, Ostseite).
- April 1945: Foto des abgebrannten Südflügels (wohl seitenverkehrt abgebildet) von Schloss Forderglauchau nach amerikanischem Beschuss.[119]

## Ehemaliger Schlossgarten (Park) mit Kavaliershaus
1799 befand sich südlich der Schlossanlage Forderglauchau, durch das Tal „Hirschgrund“ getrennt, ein regelmäßig angelegter sogenannter Schlossgarten mit 24 Kompartimenten und einem zentralen Wasserbecken, südlich davon schloss sich eine landschaftlich gestaltete Anlage an (vergleiche Grundriss der Stadt Glauchau, 1799, SLUB); diese Situation ist bis 1940 nachweisbar.
Der ehemalige sogenannte Schlossgarten ist von Forderglauchau aus über die Hirschgrundbrücke, eine historische Bogenbrücke, direkt zugängig. Diese Brücke bestand schon 1799 wie alte Karten von Glauchau zeigen. Sie wurde Ende 2019/Anfang 2020 restauriert.
Im ehemaligen Schlossgarten befindet sich noch heute ein Kavaliershaus (Heinrichshof 4a), errichtet um 1800, umgebaut 1933. Es wird nun privat zu Wohnzwecken genutzt.
Heute (2019) ist der östliche Teil des Areals südlich vom Hirschgraben eine Art Parkanlage mit vielen alten großen Bäumen, u. a. Winter-Linde (Tilia cordata), Platane (Platanus x hispanica), Ulme (Ulmus laevis), Stiel-Eiche (Quercus robur), Spitz-Ahorn (Acer platanoides), Rosskastanie (Aescuslus hippocastanum), Esche (Fraxinus excelsior) und Hainbuche (Carpinus betulus). Der westliche Teil des Areals war noch von einer ehemaligen Kleingartenanlage bebaut, die bis Anfang 2020 abgerissen wurde. Auch dieser westliche Teil soll wieder zu einem Garten oder Park umgestaltet werden.
Anstelle des Schlossgartens befand sich vor dessen Errichtung die Glauchauer Vorstadt Hain (schon 1493 ist dieser Name überliefert) und vorher wohl ein Wald auf diesem gleichnamigen Höhenrücken, der von Hirschgrund und Haingrund (heute Gründelberg) in Norden und Süden begrenzt wird.

## Witwenpalais mit Biedermeiergarten

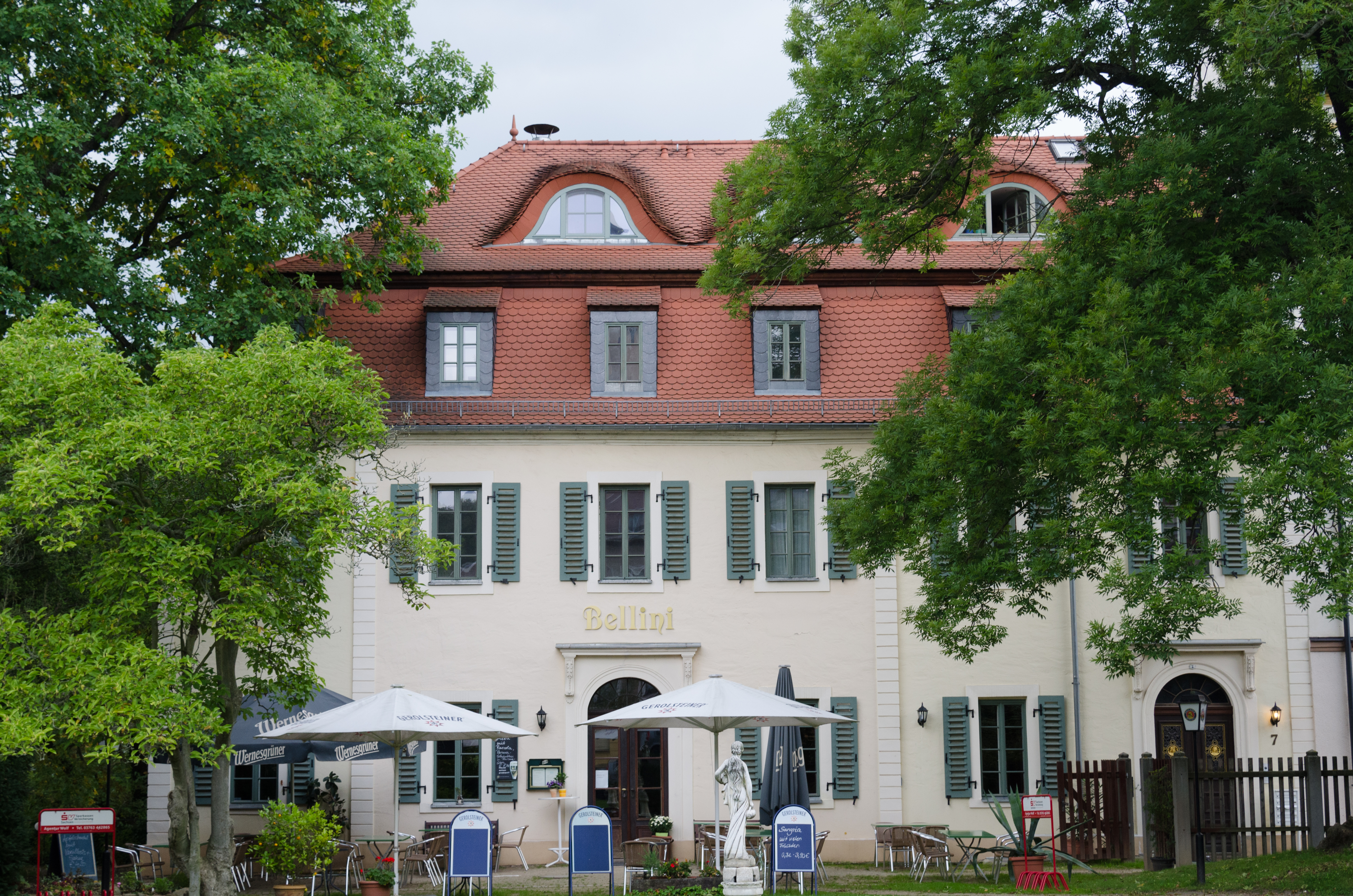
Witwenpalais

Nur durch den Schlossgraben von Schloss Forderglauchau getrennt befindet sich vor dessen nördlicher Ostseite in etwa 20 m Entfernung das Witwenpalais (Am Plan 7). Es ist ein spätbarockes Gebäude, das heute (2019) als Wohnhaus und Italienisches Restaurant genutzt wird. Das Gebäude hat ein Mansarddach mit Fledermausgauben. Die Gebäudefront ist mit Pilastern gegliedert. Die Fenster haben hölzerne Fensterläden. Das Palais weist reichen barocken Originalbestand innen und außen auf: Türen, Fenster und Treppenhaus.
Prägend und das Gebäude rahmend sind zwei Spitzahorne, ein Bergahorn, zwei Eschen, zwei Eichen, Eiben, und Flieder. Jüngere Blütengehölze ergänzen den überkommenen Bestand.
Dazugehörig ist ein ehemals biedermeierlicher Garten aus der Zeit um 1800.
Der in seiner Grundform erhaltene und zum Teil wiederhergestellte, in dieser Form bereits 1799 im Grundriss der Stadt Glauchau dargestellte Garten, liegt im Wesentlichen im Südosten des Witwenpalais.
Bäume und Sträucher im Randbereich des Gartens: außerhalb des Rundweges zwei Spitzahorne, ein Bergahorn, zwei Gemeine Eschen, eine Stieleiche, eine Traubeneiche, Europäische Eiben und Flieder (Syringa spec.).
Durch die exponierte Lage am Schloss und die Nutzung des Gebäudes als Witwensitz musste der Garten repräsentativen Ansprüchen gerecht werden. Eine bei der Flucht der Schönburger 1945 zurückgelassene Darstellung des Gartens zeigt diesen im Stil der Biedermeierzeit. Eine Brücke führte einst über den Graben direkt zum Schloss Forderglauchau. Die Stelle, an der diese Brücke stand, ist vor der Ostfront des Ostflügels von Forderglauchau noch zu erkennen, denn hier springt die Stützmauer des Schlossberges etwas in den wohl natürlichen Graben des kleinen Tales „Mühlberg“ vor. Ursprünglich soll an dieser Stelle auch ein direkter Eingang in den Ostflügel von Schloss Forderglauchau gewesen sein.
Ein Zufahrtstor zum Grundstück befindet sich im Südosten der Achse des Hauses sowie eine Pforte an der Ostecke des Hauses. Von Nordosten erfolgt der Zugang zum Grundstück über eine Treppenanlage. Entlang der Grundstücksgrenze befindet sich als Einfriedung des Grundstückes ein Staketenzaun mit Natursteinpfeilern und -sockeln, im Süden und Südwesten eine Stützmauer mit aufgesetztem Staketenzaun.
Der gut erhaltene Biedermeier-Garten und das im Kern barocke Gebäude werden als denkmalpflegerisch besonders wertvoll eingestuft und stehen unter Schutz. Der Garten ist gartengeschichtlich und gartenkünstlerisch von besonderer Bedeutung.